# Alcalá de Henares
Pour les articles homonymes, voir Alcalá.
Alcalá de Henares est une commune espagnole, située dans la communauté de Madrid.
Elle s'étend sur la comarque naturelle de La Campiña même si une partie de la ville se situe sur La Alcarria. Culturellement, Alcalá de Henares appartient à la comarque d'Alcalá, dont elle est la capitale. La ville a une population de 195 812 habitants au 1er janvier 2021 pour une superficie de 87,72 km2, soit environ 2 232 habitants par km2.
Ses distances par rapport à d'autres villes sont : 22 kilomètres avec Guadalajara, 31 kilomètres avec Madrid, 407 kilomètres avec Pampelune, 107 kilomètres avec Tolède, 288 kilomètres avec Saragosse et 595 kilomètres avec Barcelone. C'est la troisième ville la plus peuplée de la communauté de Madrid et la 29e à l'échelle de l'Espagne. L'administration locale utilise la Ley de Grandes Ciudades de España.
La ville est également le siège de la circonscription judiciaire du même nom et le siège épiscopal du diocèse de Complutense, du nom antique de la ville, Complutum.
Son nom signifie « château sur la rivière Henares ». C'est pour cette raison qu'un château apparaît dans la blason sur de grandes vagues d'eau qui simulent la rivière Henares. Sa création remonte à l'époque celtibère (Ikesankom Kombouto ou Iplacea) mais c'est seulement avec l'arrivée des Romains qu'une ville est véritablement créée sous le nom de Complutum. Au cours de son histoire, de nombreuses cultures ont cohabité dans la ville.
Alcalá de Henares figure au patrimoine mondial de l'UNESCO depuis 1998. Grâce à son enceinte historique et à son université, cette ville est l'une de neuf villes d'Espagne que l'Unesco a classées comme « uniques ». La ville est célèbre pour son université construite grâce au cardinal Cisneros le 13 avril 1499, mais après avoir existé durant le XVIIIe siècle grâce à un real orden de la reine Marie-Christine de Bourbon-Siciles du 29 octobre 1836, son transfert a été décrété d'Alcalá de Henares vers Madrid, où elle a pris la dénomination d'université centrale de Madrid. Avec le statut de 1977 et la décentralisation universitaire, la ville a construit une nouvelle université ; ainsi elle est redevenue ville universitaire.
La devise ou le slogan Ciudad del saber (« ville du savoir » en français) est divulguée comme représentation de la ville. Alcalá de Henares a été candidate au titre de capitale européenne de la culture en 2016, mais elle n'a pas passé les éliminatoires au niveau national. Les raisons invoquées par le conseil municipal pour cette candidature est qu'Alcalá de Henares est une ville ayant bénéficié de trois influences culturelles importantes et d'une université ayant eu historiquement une très bonne réputation. Jusqu'au début des années 1990, la ville était le siège central de l'Institut Cervantes ; aujourd'hui, l'édifice du Colegio del Rey (« Collège du Roi » en français) est le siège d'honneur de l'association de la langue espagnole.

## Géographie

### Localisation
La ville forme une partie du couloir de l'Henares, qui est un axe central reliant certaines villes de l'est de l'aire métropolitaine de Madrid comme Torrejón de Ardoz, San Fernando de Henares et Coslada ou de l'ouest de la province de Guadalajara à l'est de cette même province (Alovera, Azuqueca de Henares et Guadalajara).

#### Communes limitrophes
| Daganzo de Arriba       | Meco et Camarma de Esteruelas | Los Santos de la Humosa |
| Torrejón de Ardoz       | Alcalá de Henares             | Los Santos de la Humosa |
| San Fernando de Henares | Villalbilla                   | Anchuelo                |

### Hydrographie
La rivière Henares sert de frontière entre deux comarques : La Alcarria et Campiña del Henares.
La Alcarria, au sud de l'Henares, est un plateau désertique à surface calcaire sillonné par de nombreux cours d'eau de surface qui y creusent de nombreux ravins. Ce plateau atteint 875 mètres d'altitude et est dominé par deux inselberg : Ecce Homo et San Juan del Viso.
La Campiña del Henares, au nord de l'Henares, a un relief doux et plat avec une altitude de 630 mètres autour de la municipalité d'Alcalá de Henares. La ville se situe par ailleurs à environ 590 mètres.
Les terres agricoles avoisinantes sont surtout consacrée à la culture des céréales. Une grande étendue fait d'ailleurs partie d'une zone de protection spéciale pour les oiseaux des plaines céréalières des rivières Jarama et Henares, il est possible d'y trouver des otidiformes, des outardes canepetières, des rolliers d'Europe, des Accipitridés et bien d'autres espèces. C'est également une zone d'alimentation pour des rapaces, dont certains sont en voie d'extinction. À la sortie de la ville, deux rivières se jettent dans l'Henares : la Torote et la Camarmilla.

### Climat
Le climat d'Alcalá de Henares est de type méditerranéen qui se caractérise par un été chaud et sec, et un hiver froid et humide. La température moyenne annuelle est de 14 °C. Les maximales peuvent arriver jusqu'à 40 °C et les minimales peuvent descendre jusqu'à −10 °C (février - mars 2005). La moyenne annuelle des précipitations tourne autour de 420 millimètres, avec un maximum de précipitations au printemps et en automne. La période d'aridité estivale coïncide avec la période de chaleur la plus importante.
| Mois                              | jan. | fév. | mars | avril | mai  | juin | jui. | août | sep. | oct. | nov. | déc. | année |
| --------------------------------- | ---- | ---- | ---- | ----- | ---- | ---- | ---- | ---- | ---- | ---- | ---- | ---- | ----- |
| Température minimale moyenne (°C) | 0    | 1,7  | 3,3  | 5,6   | 8,9  | 13,3 | 16,1 | 16,1 | 12,8 | 8,3  | 3,9  | 1,7  | 7,6   |
| Température maximale moyenne (°C) | 10,6 | 12,2 | 15,6 | 17,2  | 21,7 | 27,8 | 32,2 | 32,2 | 27,8 | 20   | 14,4 | 11,1 | 20,2  |
| Précipitations (mm)               | 45,7 | 43,2 | 38,1 | 45,7  | 40,6 | 25,4 | 10,2 | 10,2 | 30,5 | 45,7 | 63,5 | 48,3 | 447   |

| Diagramme climatique                                  |             |             |             |             |              |              |              |              |           |             |             |
| J                                                     | F           | M           | A           | M           | J            | J            | A            | S            | O         | N           | D           |
| 10,6045,7                                             | 12,21,743,2 | 15,63,338,1 | 17,25,645,7 | 21,78,940,6 | 27,813,325,4 | 32,216,110,2 | 32,216,110,2 | 27,812,830,5 | 208,345,7 | 14,43,963,5 | 11,11,748,3 |
| Moyennes : • Temp. maxi et mini °C • Précipitation mm |             |             |             |             |              |              |              |              |           |             |             |

### Transports

#### Interurbains

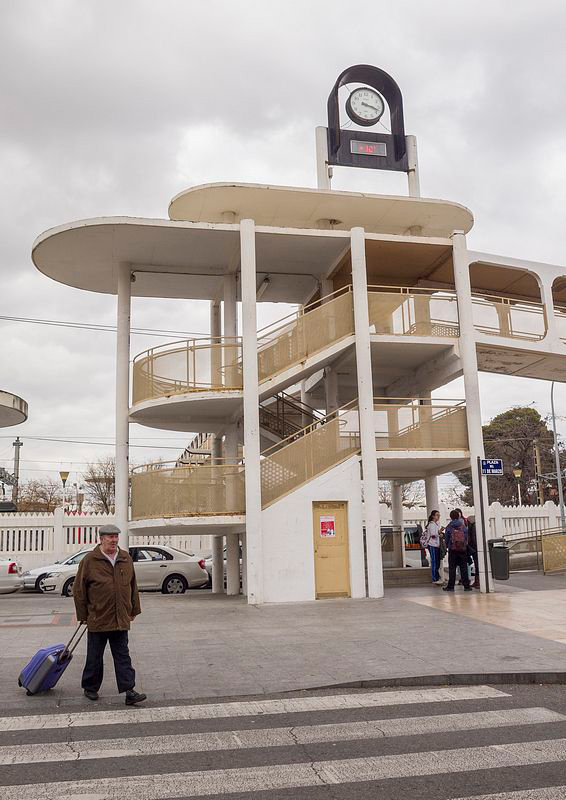
Station de train proche d'Alcalá de Henares.

Alcalá de Henares a trois liaisons par jour avec Madrid par autobus : la ligne 223, la ligne 227 et la ligne 229. De plus, la ville est le centre d'un système radial de communications par un car interurbain (14 lignes) qui la connectent avec presque une trentaine de villages et de villes (Torrejón de Ardoz et Guadalajara) de son aire d'influence, c'est-à-dire les populations de sa couronne métropolitaine la plus proche et les territoires ruraux les plus éloignés : la ligne 221, la ligne 221A, la ligne 223, la ligne 225, la ligne 225A, la ligne 227, la ligne 229, la ligne 231, la ligne 232, la ligne 250, la ligne 251, la ligne 252, la ligne 254, la ligne 255, la ligne 260, la ligne 271, la ligne 272, la ligne 275, la ligne 320 et la ligne N202.
De plus, la ville a des trajets réguliers avec Saragosse, Soria, Barcelone et Teruel-Valence par Molina de Aragón.
La ville possède deux carrefours autoroutiers importants : l'autoroute A-2 (sorties no 17 à 23) et l'autoroute espagnole Radiale R-2 (sortie no 6).

## Urbanisme
Alcalá de Henares est répartie en cinq districts municipaux, dirigés par des Assemblées Municipales qui permettent une décentralisation de l'administration locale et ainsi d'obtenir une meilleure gestion de la municipalité.
La ville compte initialement huit quartiers jusqu'à ce que l'augmentation de la construction résidentielle nécessite la création d'un neuvième quartier. En 2007, pour réduire les coûts, le conseil municipal décide de réorganiser les quartiers de la ville : ils ne sont plus qu'au nombre de cinq. Ces quartiers sont appelés : quartier I « centre », quartier II « Rois catholiques », quartier III « Chorillo-Garena », quartier IV « Ensanche-Espartales » et quartier V « El Val »,,.

### Quartier I «Centre»

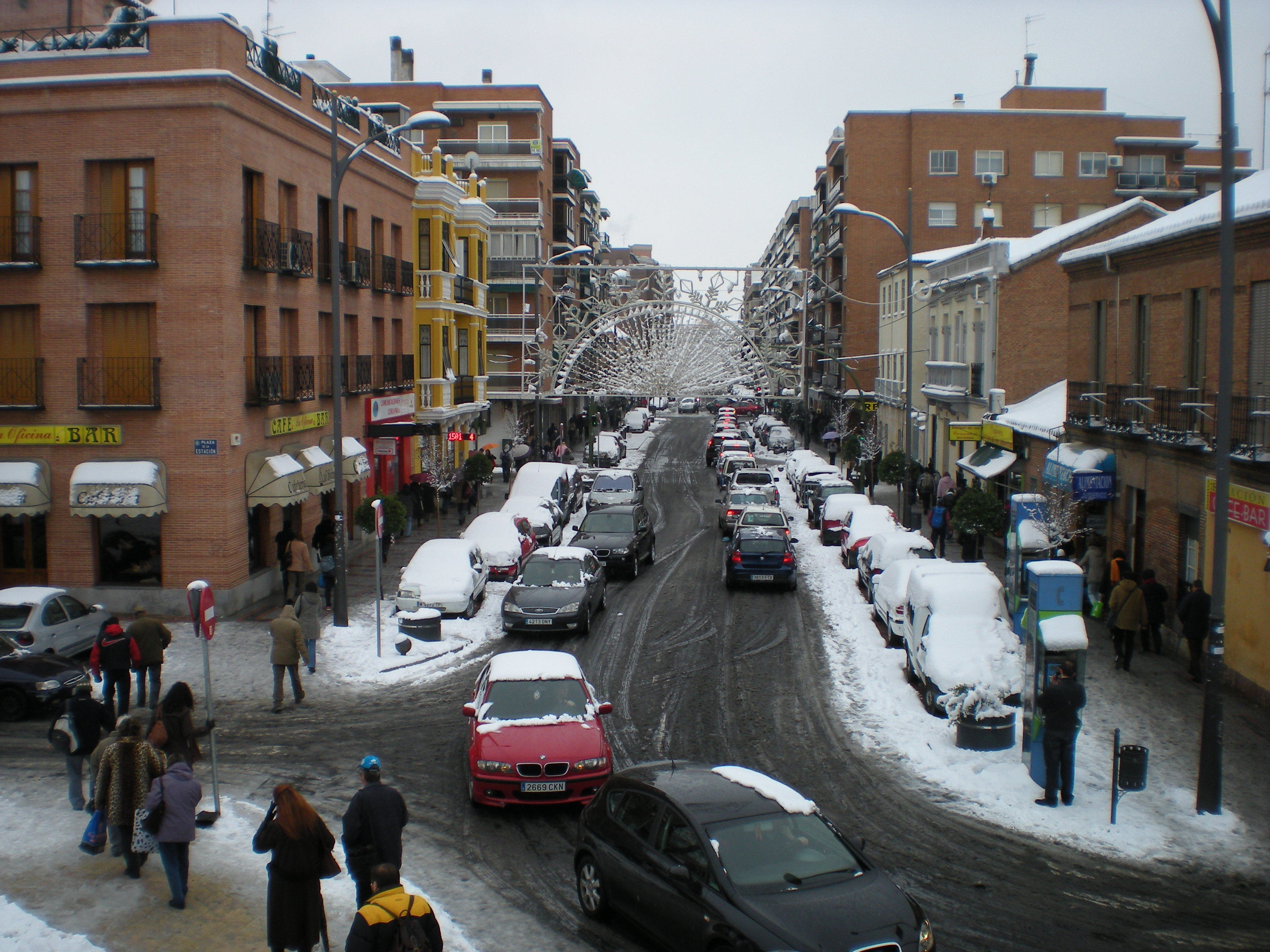
Paseo de la Estación.

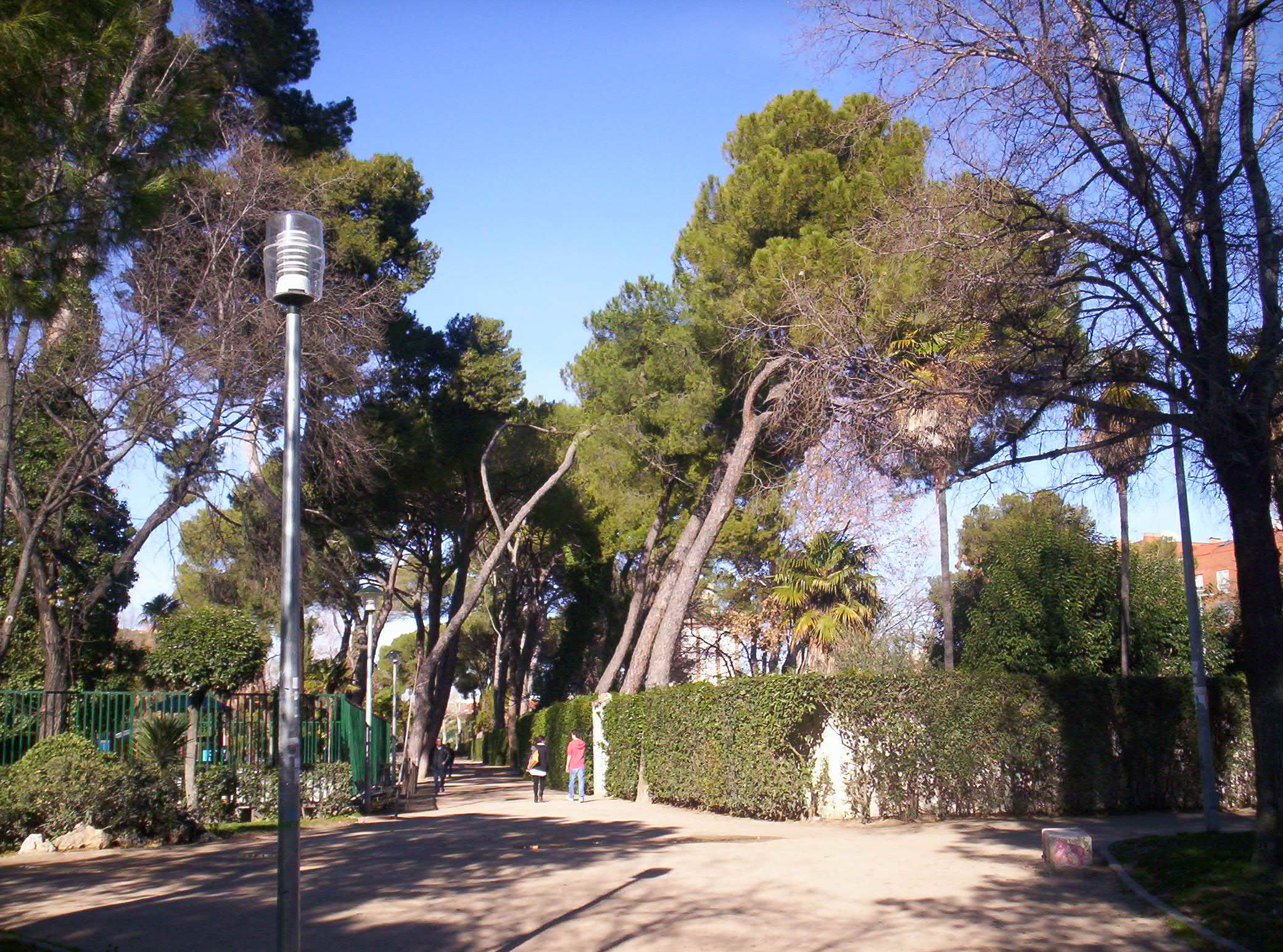
Parc O'Donnel.

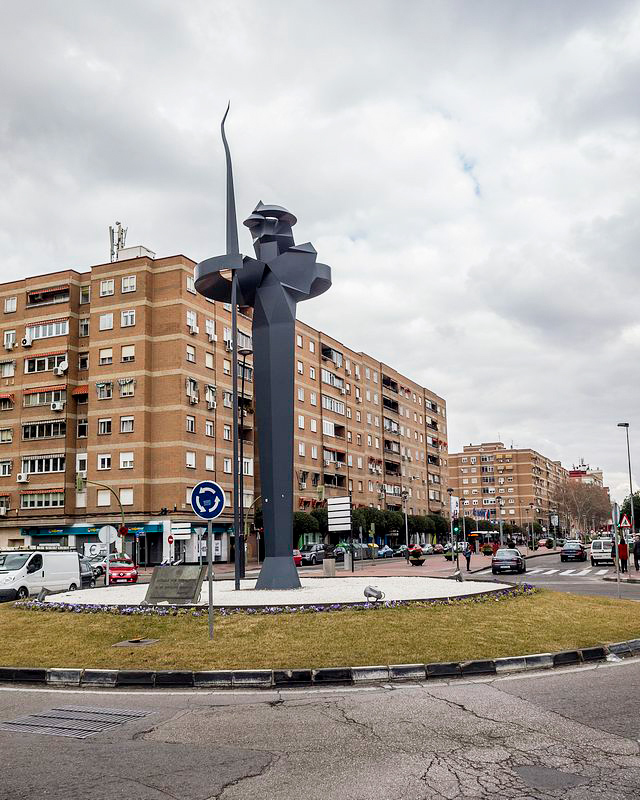
Monument représentant Don Quichotte.

Ce quartier comprend la zone historique de la ville et les quartiers extra-muros comme les faubourgs des Martyrs, Santiago et les premiers quartiers construits à partir des années 1940. C'est dans ce quartier que se trouve la plupart des organismes locaux comme la mairie et de nombreuses institutions publiques. C'est aussi le plus petit quartier de la ville avec 35 000 habitants. Le quartier dispose de cinq centres d'enseignement primaire et de trois pour le secondaire. C'est aussi le lieu où est localisé le deuxième campus de l'Université d'Alcalá de Henares, avec les facultés de Droit, d'Économie, de Documentation et de Philosophie et de Lettres, ainsi que quatre écoles supérieures, des bibliothèques et des archives. Le centre d'Alcalá de Henares a été rénové depuis qu'il a été déclaré Patrimoine mondial pour un coût moyen de 16 000 000 d'euros pour les monuments. C'est au nord du quartier que se situe la gare d'Alcalá de Henares. À l'est, se trouve la gare d'autobus, dont partent des autobus quotidiens pour Madrid, Guadalajara et des nombreuses localités de l'aire d'influence d'Alcalá de Henares. Le quartier possède deux centres de santé, ainsi que de nombreuses aires de stationnements et de nombreux parcs. La plupart des établissements hôteliers sont dans ce quartier.
Le quartier historique souffre d'une perte importante de population qui est actuellement fixée à environ 6 000 habitants.

### Quartier II «Rois catholiques»
Ce quartier est construit autour des années 1950 entre la ligne ferroviaire Madrid-Saragosse et la M-300. Dans un premier temps, débute la construction des communautés de Puerta de Madrid, suivi du quartier des « Rois catholiques » et de « Ntra. Sra. de Belén y del Pilar ». Dès 1980, la ville d'Alcalá de Henares commence les travaux pour la construction des quartiers de Nueva Alcalá et l'urbanisation de Villa de Alcalá. Le quartier compte alors 62 000 habitants.
Ce quartier compte environ quinze centres d'éducation notamment des écoles et des collèges. C'est l'un des quartiers les mieux équipés au  niveau des soins avec la présence de trois centres de santé. Sur le plan culturel, le quartier possède trois bibliothèques, trois centres communautaires et un auditorium municipal.
C'est également dans ce quartier de la ville que se trouve le complexe hispano-romain de Complutum.

### Quartier III «Chorillo-Garena»
Ce quartier se situe au nord-ouest de la ville et passe pour être le moins peuplé et le plus petit en nombre d'habitants avec 35 000 habitants, et 70 % de sa superficie est consacrée aux espaces industriels le long de l'autoroute A-2. Ces derniers génèrent environ 20 000 emplois pour les habitants de la ville et de La Alcarria.
Le quartier du Chorillo est construit dans les années 1960. Dans les années qui suivent, avec le développement de l'exode rural, le quartier s'étend sur le Cerro del Ángel. Dans les décennies suivantes, des noyaux denses de population sont créés, comme l'urbanisation IVIASA. Au début du XXIe siècle, l'accroissement de la population amène à la construction de nouvelles maisons dans la Garena qui comprend la garde de La Garena, un centre de santé et un centre commercial El Corte Inglés.
Il dispose de quatre collèges publics et de deux lycées. Le lycée Antonio Machado, qui était auparavant l'université du travail d'Alcalá de Henares, est devenu l'un des plus grands lycées publics de la communauté de Madrid.
Le quartier dispose également d'édifices ayant un intérêt architectural et historique important comme l'ancienne université du travail — l'IES Antonio Machado et le siège de la direction de l'aire territoriale du ministère de l'Éducation —, le collège San Ignacio de Loyola de la Compagnie de Jésus qui est un énorme complexe architectural datant des années 1950, l'ancien couvent de Gilitos qui possède des constructions singulières comme sa piscine et son four, le vieux complexe industriel de Forjas de Alcalá qui est une des premières et des plus grandes industries de la ville et le complexe universitaire de la Escuela Universitaria Cardenal Cisneros de los Hermanos Maristas.

### Quartier IV «Ensanche-Espartales»
Ce quartier se trouve au nord de la ville. C'est la zone la plus récente de la ville d'Alcalá de Henares. Les premières constructions datent de la fin des années 1990. Ce projet ambitieux, qui s'est lentement développé, consiste à créer 70 000 appartements et maisons entre la ligne ferroviaire et l'A-2. Aujourd'hui, le projet a pour objectif de construire de l'autre côté de l'autoroute du nord-est sous la dénomination de « quartier Espartales ». Le quartier compte environ 40 000 habitants.
Le quartier comprend deux collèges publics et deux collèges privés, ainsi que deux lycées. Ce quartier dispose du campus externe de l'université d'Alcalá de Henares, c'est-à-dire certaines facultés de l'université et l'hôpital universitaire Prince des Asturies. Au niveau des services de santé, le centre intégral de diagnostic et de traitement Francisco Díaz, appartenant au service madrilène de santé (SERMAS) est implanté dans ce quartier.

### Quartier V «El Val»
Localisé au sud-est de la ville, il est construit à partir du début des années 1940 sous le nom Grupo Lucas del Campo, à l'est de la ville. Il compte 46 000 habitants, deux centres de santé, treize collèges publics ou privés, cinq lycées et une ville sportive.
C'est dans cette zone que se situent les principaux centres commerciaux et les cinémas d'Alcalá de Henares (La Dehesa, Cuadernillos et Alcalá Magna), des centres sportifs (El Val et Caja Madrid et la place des taureaux. El Val est structuré par des grandes avenues, qui sont de fait les principales rues d'Alcalá de Henares (Vía Complutense, Avenida Lope de Figueroa et Avenida de la Virgen del Val).
Le quartier est limité au sud par la rivière Henares et les collines d'Alcalá. C'est dans cette zone que se trouve l'Ermitage Nuestra Señora del Val et l'IES Complutense qui a soixante-quinze années d'existence. Des vestiges préhistoriques perdurent comme ceux du site de l'Esgaravita, ou de l'époque romaine ou wisigothique comme la Villa del Val.

## Toponymie
Quand les Arabes prirent la ville aux Wisigoths, ils déplacèrent le village sur les collines de la rive gauche de la rivière Henares, en plaçant la ville sur une frontière naturelle pour se prévenir des attaques des chrétiens venant du nord. Le nom de la ville actuelle découle de l'arabe al-qal'a Nahar qui signifie « Le Château » ou forteresse sur l'Henares, puisque après avoir déplacé le noyau urbain, les Andalous construisirent une enceinte fortifiée tout autour du village dont il subsiste aujourd'hui des vestiges fortement dégradées.
Puis le nom évolua de al-qal'a jusqu'au mot actuel d'Alcalá. L'appellatif vient de la rivière Henares qui baigne la ville et près de laquelle l'enceinte fortifiée arabe était construite. Au cours des siècles, ce village perdit de nombreux habitants et ce lieu est connu aujourd'hui sous le nom de château d'Alcalá la Vieja. La population retourna s'installer sur la rive nord, où était située la ville wisigothique.
La cité romaine préalable est connue sous le nom de Complutum, mais l'étymologie exacte reste encore ignorée, bien qu'une hypothèse suggère que le nom de la ville pourrait signifier « confluence des eaux » (proche du latin : confluvium) ou des « champs riches » (proche du grec : Kompos Ploutos). Il existe aussi une localité dénommée Compludo dans la comarque de El Bierzo dont l'étymologie semble être la même. De la ville préromaine (témoignée par l'archéologie) la dénomination est ignorée, bien que la légende parle d'une possible Iplacea ibérique. Cependant, il y a quelques années une monnaie de la ville fut trouvée avec l'inscription dans une écriture celtibère suivante : Ikesankom Kombouto. Ce dernier semble être le vrai nom préromain de la ville, car il a une forte ressemblance avec le nom de la ville romaine à savoir Complutum.
La localité a également reçu les noms d'Alcala del Burgo, Alcala de Sant Yuste et Alcalá de Santiuste, par l'invocation des Saints Niños, Justo y Pastor (Santiuste signifiant San Justo en espagnol), tous martyrisés au début du IVe siècle.

## Histoire
Les origines de la ville d'Alcalá de Henares remontent à l'époque préhistorique, où l'installation se fit sur des collines comme celles dénommées sous le nom de Cerro de Zulema ou de Cerro del Viso et qui prit plus tard le nom de San Juan del Viso où se situe un ancien ermitage dédié à San Juan Bautista. Les Romains préférèrent déplacer la ville sur un terrain plat, c'est ainsi que Complutum est construit. Les Arabes ont construit une enclave défensive qui fut connue plus tard comme Al-Qalat-Nahar (« le château d'Henares »).
Après la reconquête chrétienne, la ville est déplacée vers son emplacement définitif qui est aujourd'hui les environs de la cathédrale magistrale.

### Premières installations

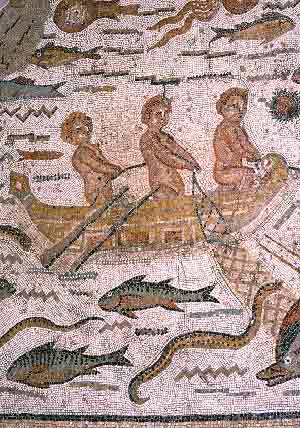
Mosaïque de la maison d'Hippolytus.

Il existe dans la commune d'Alcalá de Henares des sites archéologiques préhistoriques, comme la Alvega ou la Esgaravita de la période chalcolithique.
À l'âge du fer, il existe un castrum celtibère localisé sur la côte de Zulema où un petit trésor de monnaies a été extrait. Sur l'une d'elles, on peut lire le nom ibère d'Alcalá de Henares : Ikesancom Kombouto. Il s'agit peut-être d'un nom qui dérive de la Complutum romaine, ou alors peut-être lié au mot latin « compluvium » (« lieu où les eaux convergent »), c'est-à-dire une description du terrain sur lequel confluent les rivières Henares, Camarmilla et Torote. À partir du Second âge du fer, une installation des Carpétans est détectée sur le Cerro del Viso. Cette installation semble recevoir le nom de Kombouto ou Iplacea.

### La cité romaine de Complutum
Les Romains s'installent sur la rive gauche de la rivière où d'ailleurs se localise l'installation celtibère. La Pax Romana favorise le transfert de la ville vers la plaine, car la nécessité de s'abriter derrière des murailles se fait plus faible. Au Ier siècle la population se déplace de l'autre côté de la rivière, sur la rive droite, vers une surface plate, dans la zone dénommée aujourd'hui Camino del Juncal. C'est sur la rive droite que la ville romaine appelée Complutum s'étend avec une organisation urbanistique romaine. Des fouilles archéologiques permettent de mettre en lumière des vestiges importants, comme la maison d'Hippolytus transformée en musée.
Plus tard, au IVe siècle, probablement en 305, sous le gouvernement et les persécutions de l'empereur Dioclétien a lieu le martyre des enfants Justo et Pastor. Ils sont exécutés dans les environs de Complutum, dans un espace connu sous le nom de Campo Laudable, lieu que les Chrétiens commencent à vénérer dès cette époque, et où plus tard est construit le siège du temple dédié aux « enfants martyrs ». C'est le quartier historique d'Alcalá de Henares.

### Arrivée des Arabes et reconquête
Les Arabes arrivent en 711 dans la péninsule Ibérique et commencent à réaliser des incursions dans le nord en direction du territoire de Complutum peu de temps après. La ville est détruite, puis reconstruite sous le nom qu'elle porte aujourd'hui (à côté de celui du fleuve qui la borde) : Al-Qala, se traduisant par « le fort ». Les habitants hispano-romains de Complutum se déplacent alors dans les environs du temple des « enfants martyrs » en formant ainsi de nouveaux quartiers. Les Arabes ne sont guère intéressés par ce lieu, à l'exception de son emplacement sur la rive gauche de la rivière qu'ils trouvent propice pour la défense ; c'est pourquoi ils édifient un château qui donne son nom au lieu : al-Qal'at abd al-Salam. Le cours de la rivière Henares servit même de ligne de division entre le domaine chrétien et le domaine musulman, en traçant ce qui est connu sous le nom de Marca Media.
Le 3 mai 1118, l'archevêque de Tolède Bernardo de Sedirac s'empare de la place musulmane d'Alkal'a Nahar (appelée aussi château d'Alcalá la Vieja) dans la région historique de Castilla ; ce territoire est cédé à Alcalá de Henares et le territoire devient l'archidiocèse de Tolède ; la ville passe sous seigneurie ecclésiastique. Rapidement, la ville bénéficie de privilèges, l'un des plus importants étant le droit de célébrer une feria au mois d'août.
El Burgo de Santiuste, Alcalá de Santiuste, Alcalá de San Justo ou Alcalá de Fenares deviennent un centre émergent de transactions et du marché régional, ce qui fait considérablement augmenter la population de la ville. L'aljama, qui désigne les personnes de confessions musulmanes ou juives en castillan, est la plus importante de Castille ; certaines études dénombrent environ 5 000 habitants pour cette catégorie de la population à cette époque pour la ville. À la fin du Moyen Âge, les communautés juive, musulmane et chrétienne vivent en paix.
Alcalá prit alors de l'importance lors de sa désignation comme lieu de séjour de l'archevêque de Tolède à la fin du XVe siècle. Après cela, l'archevêque, le cardinal Cisneros, ordonna aussi la construction de son université, l'Universidad Complutense, l'une des plus vieilles d'Europe.
Le 19 décembre 1308 a été signé dans la ville le traité d'Alcalá de Henares, souscrit par le roi Ferdinand IV de Castille et par les ambassadeurs du roi Jacques II d'Aragon.
En 1345 et en 1348, les Cortes de Castille ont lieu dans cette ville.

### XVesiècle,XVIesiècle,XVIIesiècleetXVIIIesiècle

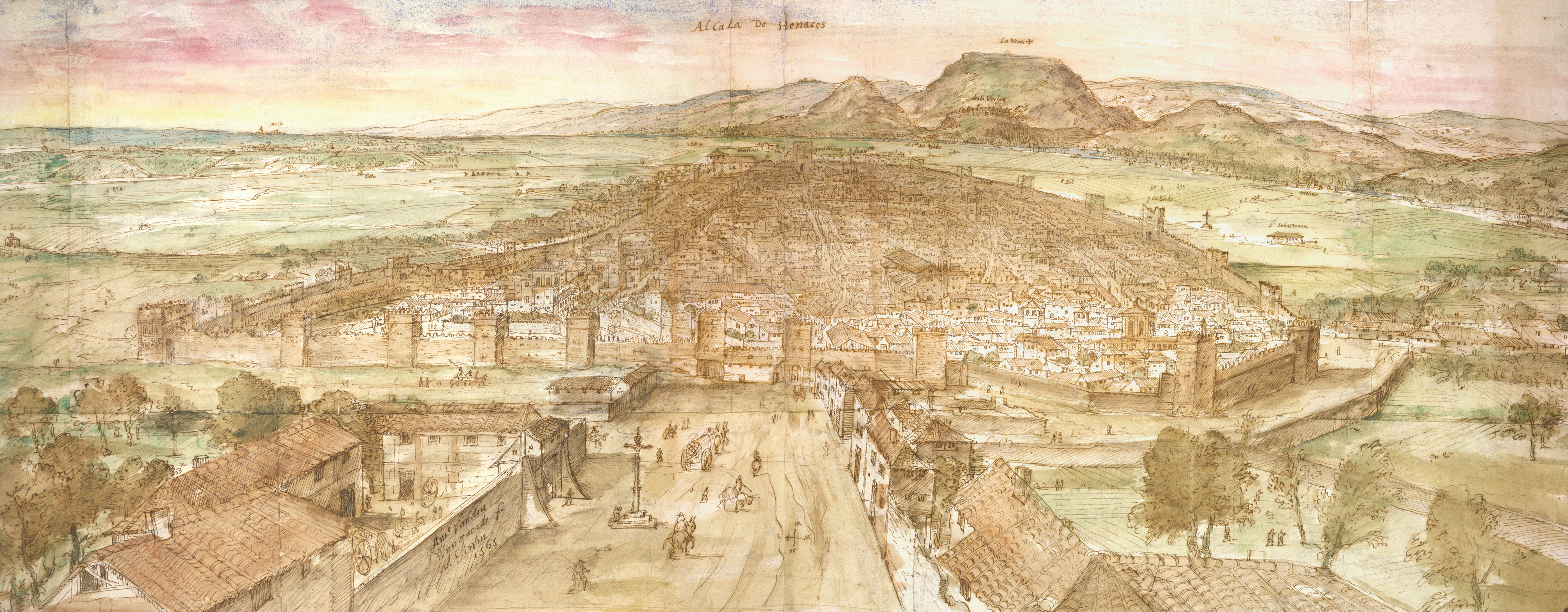
Vue panoramique d'Alcalá de Henares en 1565, selon Anton van den Wyngaerde.

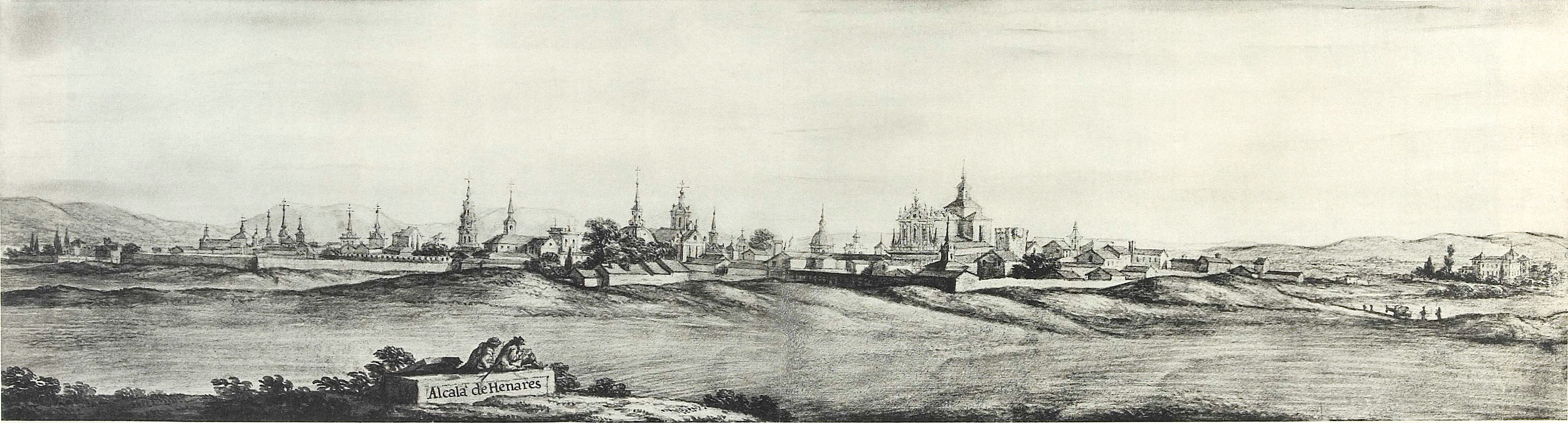
Vue panoramique d'Alcalá de Henares en 1668, selon Pier Maria Baldi.

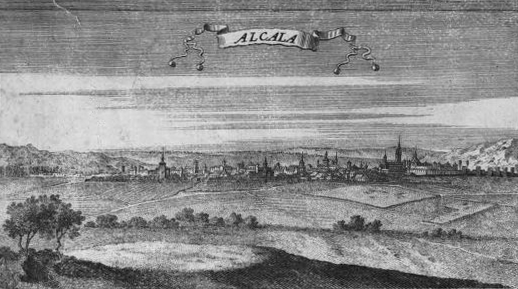
Vue panoramique d'Alcalá de Henares en 1687 selon Juan Francisco Leonardo.

Le cardinal Cisneros fonde le 13 juin 1499 l'université d'Alcalá de Henares sur ce qui était les études générales au XIIIe siècle. L'université est en concurrence avec celle de Salamanque, d'importantes personnalités de cette époque ont été formées dans cette université, tels que :
| - Ambrosio de Morales - Benito Arias Montano - Calderón de la Barca - Domingo Báñez - Domingo de Soto - Francisco de Quevedo - Francisco Díaz - Francisco Suárez - Francisco Vallés - Gabriel Vázquez - Gaspar Melchor de Jovellanos | - Jean d'Avila - Juan de Mariana - Juan de Valdés - Juan Ginés de Sepúlveda - Lope de Vega - Luis de Molina - Martín d'Azpilcueta - Mateo Alemán - San Ignacio de Loyola - San Juan de la Cruz - Tirso de Molina |

C'est à l'initiative du cardinal Cisneros qu'en 1499 le Collège Universitaire Saint-Ildephonse (Alcalá de Henares) à commencé à être construit.
C'est également le cardinal Cisneros qui, en 1509, donne à Alcalá le nouveau for qui se substitue à ceux de 1135 et de 1223. Le for de Cisneros reste en vigueur jusqu'au XIXe siècle.
Au XVIe siècle eut lieu un fait important pour les lettres et la culture espagnole : la naissance de l'écrivain Miguel de Cervantes. Son certificat de baptême en date du 9 octobre 1547 est conservé à la Casa Consistorial de Alcalá.
Le 19 mai 1687, Charles II d'Espagne accorde à la ville le titre de cité.
Au XVIIIe siècle, en 1785, María Isidra de Guzmán y de la Cerda entre dans l'université de la ville et est la première femme de l'histoire à atteindre le grade de Docteur en Arts et en Lettres,. Au début de ce siècle, la ville est occupée par les Portugais pendant la guerre de Succession. C'est à partir de cette époque que la ville perd de son importance.

### XIXesiècle

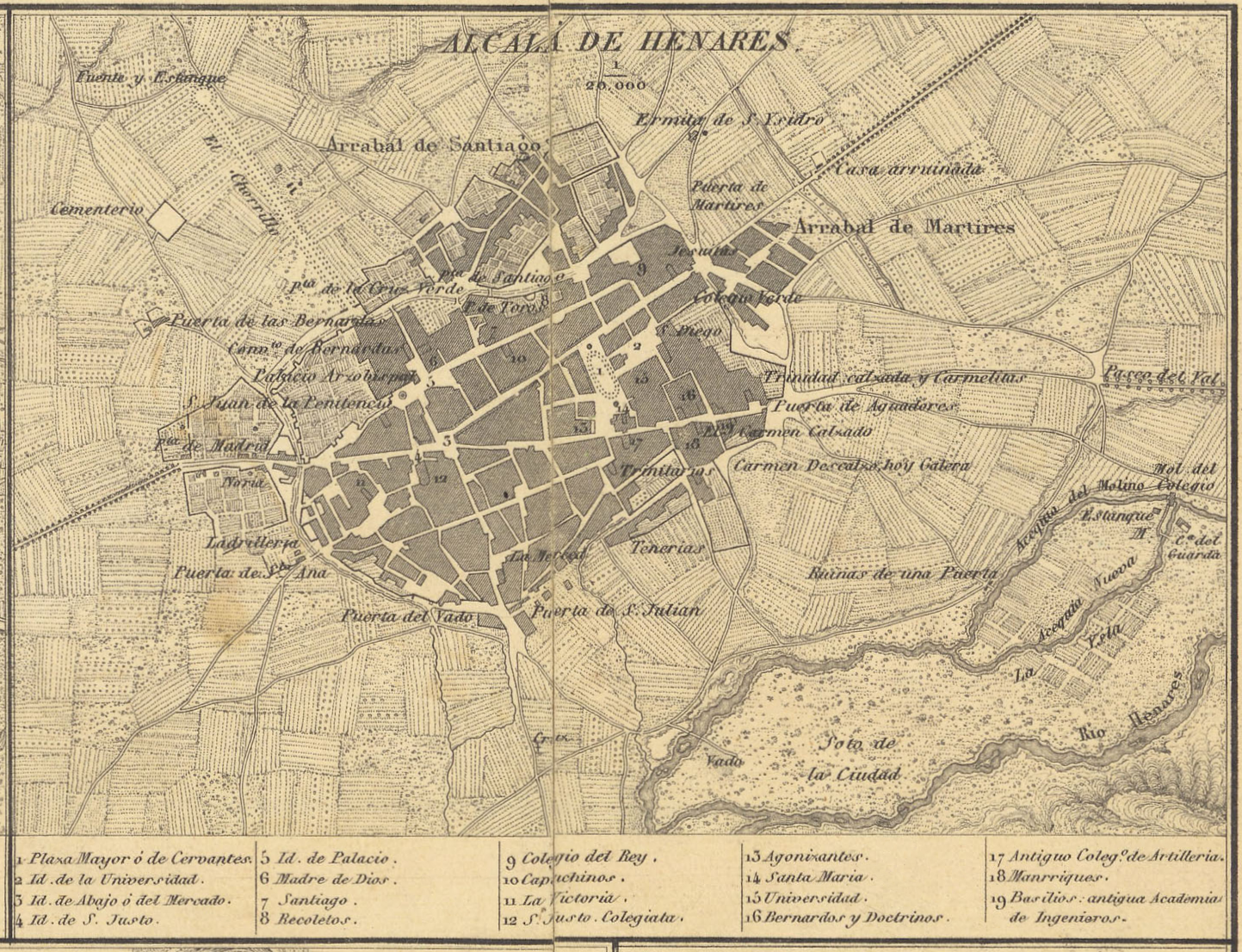
Plan de la municipalité (Francisco Coello, 1853).

Le XIXe siècle est un siècle de décadence pour la ville. La fin de l'Ancien régime met un terme au rôle de chef de district pour la commune. La province naissante de Madrid assume le rôle de capitale provinciale pour Alcalá de Henares et sa région, notamment pour la gestion de la partie orientale de la province. L'université, qui était dans la ville d'Alcalá depuis plus de quatre siècles, fut déplacée en 1836 à Madrid et rebaptisée sous le nom d'université de Madrid, puis sous le nom d'université littéraire de Madrid ; en 1851, elle prend le nom d'université centrale de Madrid et en 1970, elle change une dernière fois de dénomination comme université complutense de Madrid. La ville connut d'importantes difficultés qui ne se terminèrent qu'au début du XXe siècle. La ville passe durant cette période de 25 000 à 5 600 habitants, perdant ainsi 80 % de sa population,. À la même période, la ville ne redevient pas le siège de l’archevêché qui se situait à Alcalá depuis le Ve siècle et jusqu'au XVIIe siècle. Puis en 1833, la ville n'est pas désignée comme capitale provinciale car Madrid et Guadalajara sont choisies. En 1859, le chemin de fer arrive dans la ville.

#### Sociedad de Condueños
Le prestige de la ville revint à la hausse avec l'arrivée de la « Sociedad de Condueños de los Edificios que fueron Universidad » qui fut la première société particulière et privée créée en Espagne pour sauver et pour conserver de manière philanthropique le patrimoine artistique. La Sociedad de Condueños est une initiative des habitants d'Alcalá de Henares en 1851, qui, en voyant que les principaux édifices de la ville allaient être vendus aux enchères, décidèrent de sauver le patrimoine de la ville en apportant de l'argent et en créant une société dont le but unique était d'acheter les édifices emblématiques de l'université pour éviter son pillage et de permettre dans le futur, le retour de l'université à Alcalá de Henares. Actuellement, les bâtiments que possède la société accueillent le recteur et quelques facultés.

### XXesiècle

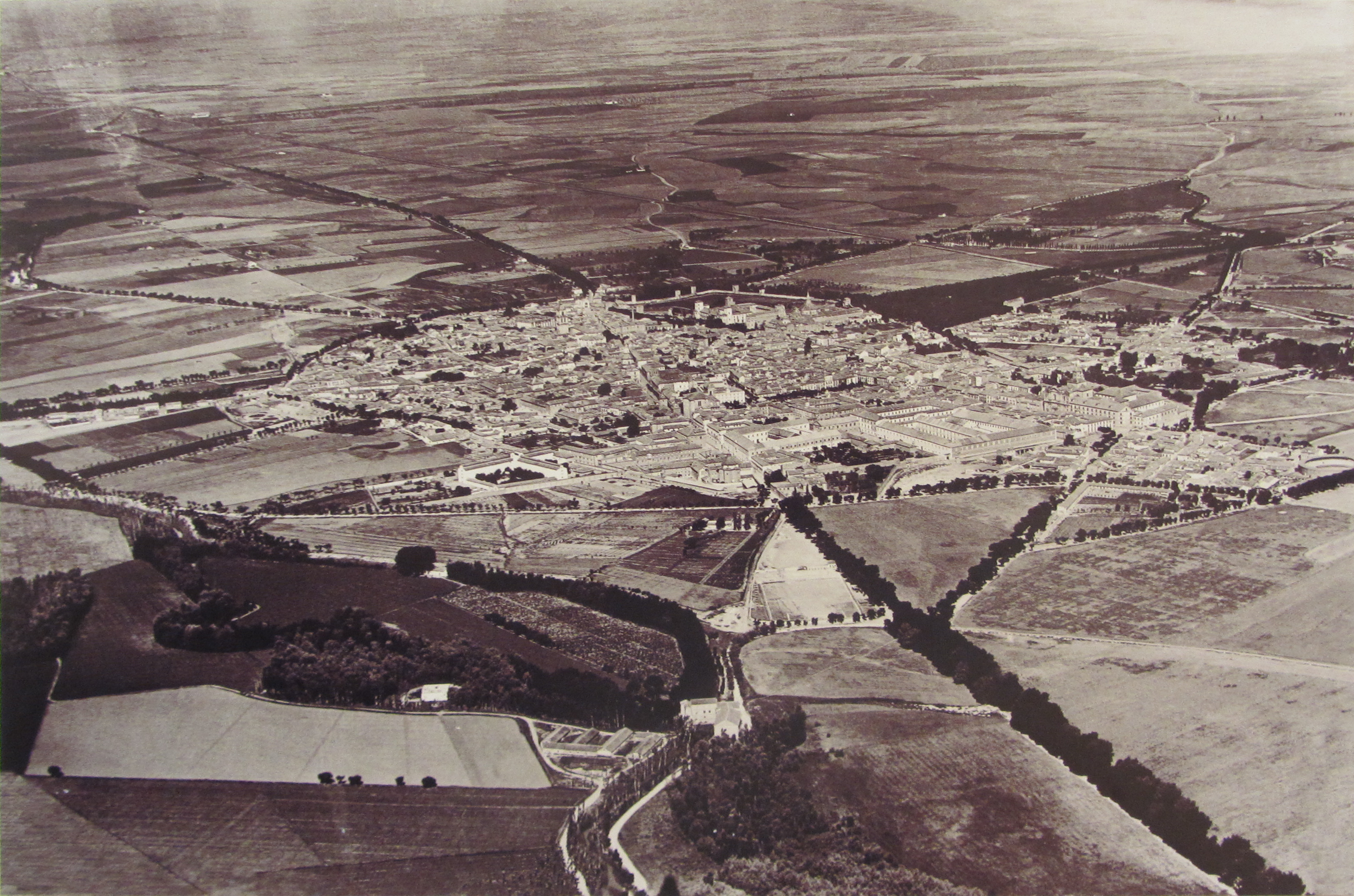
Vue aérienne d'Alcalá de Henares depuis le sud-est en 1930.

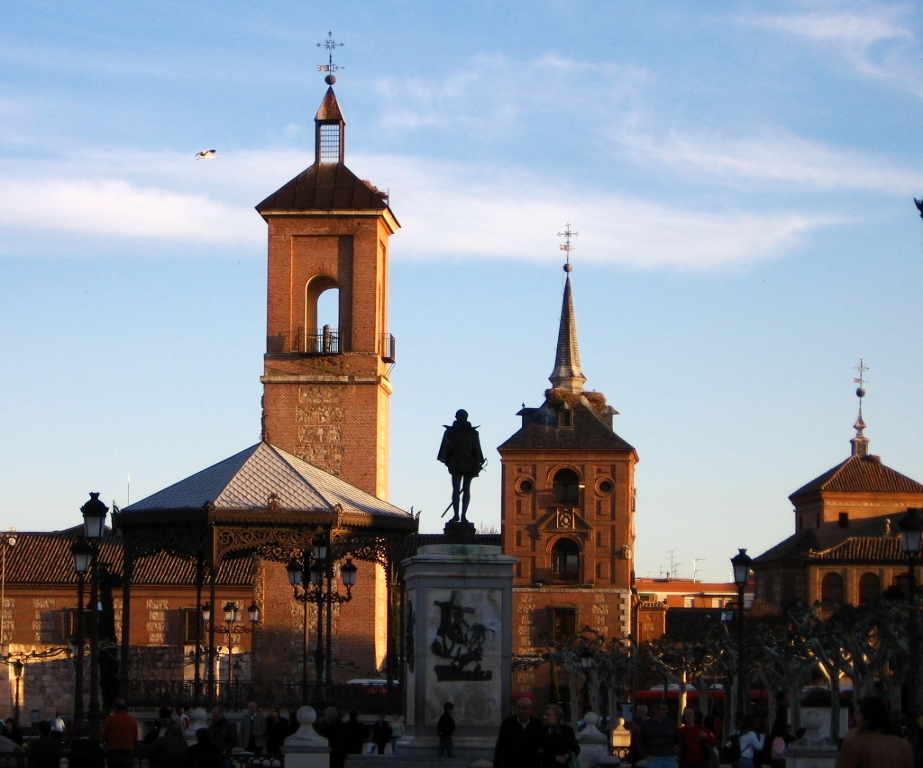
Au fond, les vestiges de la paroisse Santa María la Mayor : la chapelle et la tour Oidor. L'église Santa María la Mayor fut détruite dans un incendie durant la guerre d'Espagne, perdant ainsi, la plus grande partie des peintures que l'église hébergeait. Parmi les vestiges qui ont été préservés se trouvent les fonts baptismaux où Miguel de Cervantes fut baptisé.

Pendant la guerre d'Espagne, la ville reste fidèle à la Seconde République espagnole. Elle devient une importante base militaire et logistique de l'armée républicaine. Alcalá de Henares devient la base de la 46e division d'infanterie.
Alcalá de Henares demeure une ville agricole, militaire et de couvents jusqu'aux années 1940, décennie à laquelle l'industrie céramique et les forges d'Alcalá spécialisées dans le matériel ferroviaire aident au développement industriel de la ville pendant les années 1960.
En 1968 la vieille ville est déclarée ensemble historique avec la présence de neuf monuments historiques. Après la mort de Francisco Franco, en 1977, une nouvelle université est fondée sous le nom d'université d'Alcalá de Henares, ce qui suppose une renaissance culturelle de la ville et une restauration du patrimoine artistique.
Au début des années 1980, en plein processus de création de la communauté autonome de Madrid, des hommes politiques madrilènes s'opposent totalement aux demandes pour qu'Alcalá de Henares devienne la capitale de la région, à l'image de Mérida en Estrémadure et de Saint-Jacques-de-Compostelle en Galice.
En 1991, le siège épiscopal est de nouveau transféré à Alcalá de Henares et le diocèse Complutense provenant de l'archevêché de Madrid-Alcalá. L'église gothique Magistral est élevée au rang de cathédrale-magistrale des Saints Justo et Pastor alors qu'elle n'était qu'une collégiale.
La vieille ville historique d'Alcalá de Henares et son université sont déclarés patrimoine de l'humanité par l'Unesco en 1998, en reconnaissance de sa condition de « première ville universitaire planifiée comme telle » qui a existé dans le monde et pour sa conception de ville que l'idéal humaniste a projeté en Amérique. Le projet mené alors par le jeune maire Bartolomé González Jiménez est devenu une réalité le 2 décembre 1998 dans la ville japonaise de Kyoto.

### XXIesiècle
Les attentats du 11 mars 2004 affectèrent fortement la ville puisque les trains attaqués partaient ou arrivaient de la gare de la ville. La majorité des victimes de ces attentats était pour la plupart des habitants d'Alcalá.
En 2005, la ville prend part à la célébration du quatrième centenaire de la publication de Don Quichotte depuis son nouveau statut de grande ville, puisque la ville est le foyer de la loi de modernisation des administrations locales ou appelée aussi Ley de Grandes Ciudades. Avec ceci, la ville obtient plus de compétences ainsi qu'une plus grande autonomie politique. Une des conséquences les plus visibles de cette loi est le passage de neuf districts à cinq : Centro, Reyes Católicos, Chorrillo-Garena, Ensanche–Espartales et El Val.

## Politique et administration
La ville est administrée par un conseil municipal de 27 membres élus pour quatre ans. Le maire est élu par les conseillers.

### Jumelages
La ville est jumelée avec les villes de :
- Lublin (Pologne)
- Talence (France) depuis 1985
- Peterborough (Royaume-Uni) depuis 1986
- Alba Iulia (Roumanie)
- San Diego (États-Unis)
- Guanajuato (Mexique)

## Population et société

### Démographie

Évolution démographique d'Alcalá de Henares entre 1900 et 2011.

La ville d'Alcalá de Henares est le deuxième noyau le plus peuplé de la Communauté, derrière Madrid et la troisième municipalité au niveau démographique derrière la capitale régionale et la ville de Móstoles.
Après un déclin démographique au XIXe siècle, la ville commence une première croissance à la fin de la guerre d'Espagne, avec des migrants provenant du comarque d'Alcalá et des territoires proches situés dans les provinces de Guadalajara et de Madrid. Après cette première vague de migrants, une deuxième vague d'arrivée massive d'Espagnols originaires des provinces rurales avec de faibles niveaux d'industrialisation arrivent à partir des années 1960 dans la ville. À la fin des années 1970 et au début des années 1980 de nombreuses entreprises transférèrent leurs activités depuis la ville de Madrid jusqu'à celle d'Alcala, ce qui généra une immigration de citadins depuis la capitale jusqu'à la ville de Cervantes. Depuis la fin des années 1980 et le début des années 1990, la ville subit une légère baisse du nombre d'habitants à cause de l'exode d'une partie des habitants de la ville au profit des villages se situant aux alentours d'Alcalá de Henares.
La communauté polonaise est la plus importante dans la ville avec près de trois mille personnes. À la fin des années 1990 et au début du XXIe siècle apparaît une stagnation démographique nationale alors que les communes de la ceinture métropolitaine d'Alcala continuent de voir leurs populations augmentées. Cette augmentation est principalement due à l'arrivée de migrants en provenance de l'Union européenne, principalement d'Europe de l'Est.
En 2007, la population a diminué de 1,3 % en passant en un an de 204 000 habitants en 2006 à 198 723 habitants. Pour 2006, la population recensée est officiellement de 204 000, bien que selon le conseil municipal de la ville, la population totale non officielle serait de 250 000 habitants cette même année.
Le recensement de la population atteint 204 120 habitants le 1er janvier 2010. Les communes voisines regroupent environ 50 000 habitants : Meco, Villanueva de la Torre, Camarma de Esteruelas, Daganzo de Arriba, Ajalvir, Fresno de Torote, Torres de la Alameda, Villalbilla, Santorcaz, Anchuelo, Los Santos de la Humosa, Valverde de Alcalá et Corpa. Les villes de Torrejón de Ardoz et Azuqueca de Henares sont exclues car elles ne sont pas directement dépendantes d'Alcalá de Henares. La ville se présente comme le deuxième pôle territoriale de la communauté de Madrid. Son influence s'étendant jusqu'à la province voisine de Guadalajara.
| 1900   | 1910   | 1920   | 1930   | 1940   | 1950   | 1960   | 1970   | 1981    |
| ------ | ------ | ------ | ------ | ------ | ------ | ------ | ------ | ------- |
| 11 206 | 11 728 | 11 142 | 12 693 | 18 419 | 19 415 | 25 123 | 59 783 | 148 862 |

| 1986    | 1987    | 1988    | 1989    | 1990    | 1991    | 1992    | 1993    | 1994    |
| ------- | ------- | ------- | ------- | ------- | ------- | ------- | ------- | ------- |
| 144 268 | 145 320 | 150 021 | 152 473 | 155 548 | 159 355 | 161 381 | 164 140 | 166 250 |

| 1995    | 1996    | 1998    | 1999    | 2000    | 2001    | 2002    | 2003    | 2004    |
| ------- | ------- | ------- | ------- | ------- | ------- | ------- | ------- | ------- |
| 166 925 | 163 986 | 163 831 | 164 463 | 166 397 | 172 418 | 179 602 | 188 519 | 191 545 |

| 2005    | 2006    | 2007    | 2008    | 2009    | 2010    | 2011    | 2013    | - |
| ------- | ------- | ------- | ------- | ------- | ------- | ------- | ------- | - |
| 197 804 | 201 380 | 198 723 | 203 645 | 204 574 | 204 120 | 203 686 | 204 823 | - |

### Enseignement

#### Enseignement primaire et secondaire

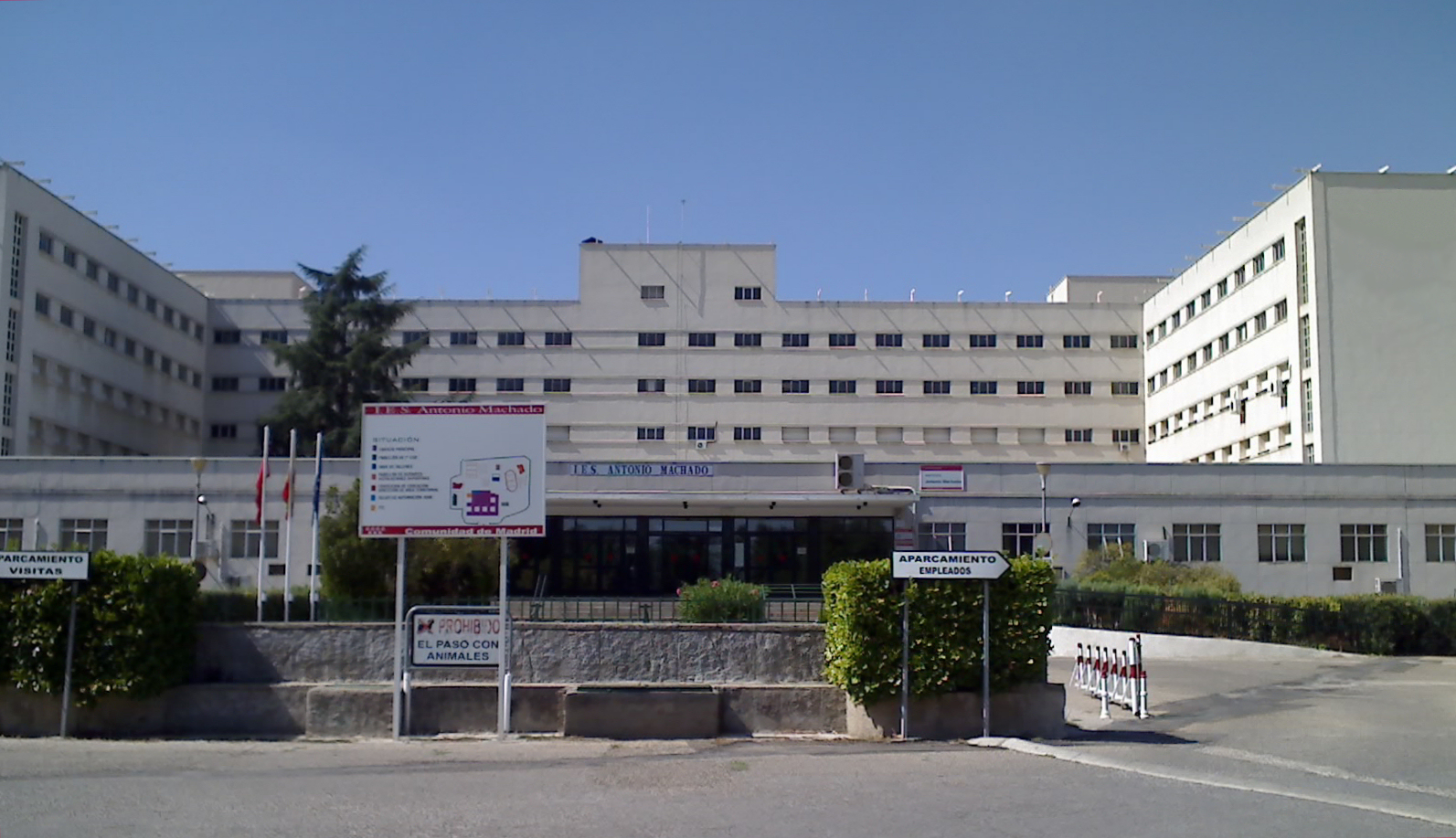
Ancienne université du travail à Alcalá de Henares, actuelle école de l'enseignement secondaire Antonio Machado.

Les échanges économiques, culturels, sociaux et démographiques enregistrés ces dernières années dans la population ont favorisé un développement remarquable de la quantité et la qualité des services éducatifs dispensés par les institutions. Actuellement à Alcalá de Henares, il y a un total vingt-sept écoles publiques, un centre d'éducation pour adultes, une école spéciale, six écoles primaires et deux maternelles, et treize établissements d'enseignement secondaire.

#### Enseignement supérieur
L'université Cisnérienne Complutense n'ouvre que le 13 avril 1499. Cependant dès le 20 mai 1293, le roi Sanche IV de Castille accorde à l'archevêque de Tolède García Gudiel l'autorisation de créer le Studium General. Ce lieu pour les études universitaires survécut au travers du temps jusqu'aux modifications apportées par le Cardinal Cisneros. Les dernières chaires subsistantes du Studium General du XIIIe siècle sont intégrées par le cardinal dans sa « nouvelle » université. Il fait également émettre des bulles par le pape Alexandre VI lors de la création du Colegio Mayor San Ildefonso, ce qui permet au Cardinal Cisneros de fonder l'institution et de la doter de tous les biens matériels et économiques qui étaient nécessaires à son fonctionnement, et attribue un caractère officiel aux titres délivrés par l'université.
Après la fermeture de l'université Cisnérienne en 1836 et son transfert, pour constituer l'université centrale de Madrid, Alcalá de Henares était désormais sans centre universitaire. Depuis ce moment, la Sociedad de Condueños, une association civique des habitants de la ville, n'a cessé de vouloir rapatrier l'université à Alcalá de Henares dans les anciens édifices de l'université Cisnérienne.
L'actuelle université d'Alcalá de Henares fondée en 1977 à la suite du phénomène de décentralisation universitaire, a permis à la ville de se constituer sa propre université en rassemblant divers centres universitaires de l'université complutense de Madrid créés en 1975. Certains centres universitaires occupent d'ailleurs toujours des installations de l'ancienne université d'Alcalá de Henares.
Aujourd'hui, les cours sont dispensés dans des édifices bien particuliers du centre-ville, comme d'anciens couvents ou d'anciens bâtiments réhabilités de l'ancienne université datant de la Renaissance, et sur les campus d'Alcalá de Henares et de Guadalajara.
L'université propose les cursus suivants : architecture, biologie, sciences environnementales, sciences économiques et des affaires, droit, documentation, pharmacie, philologie hispanique, philologie anglaise, histoire, sciences humaines, médecine, chimie, géodésie, ingénierie informatique, ingénierie de télécommunication, ingénierie industrielle, architecture technique, soin infirmier, physiothérapie et tourisme, ainsi que quelques masters et doctorats.
Le campus d'Alcalá dispose de la gare d'Alcalá de Henares université sur la ligne C-2 des Cercanías Madrid.

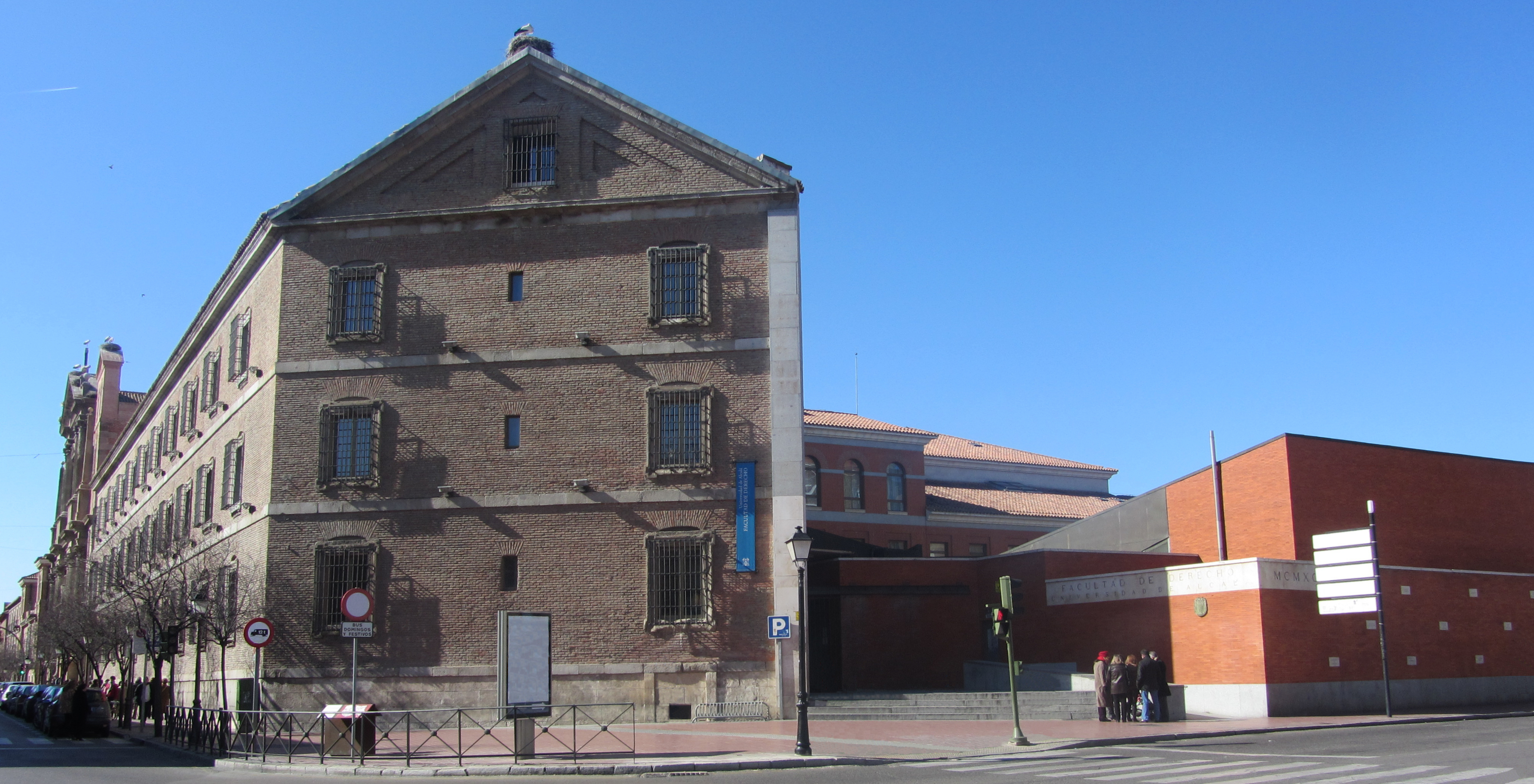
Faculté de droit.
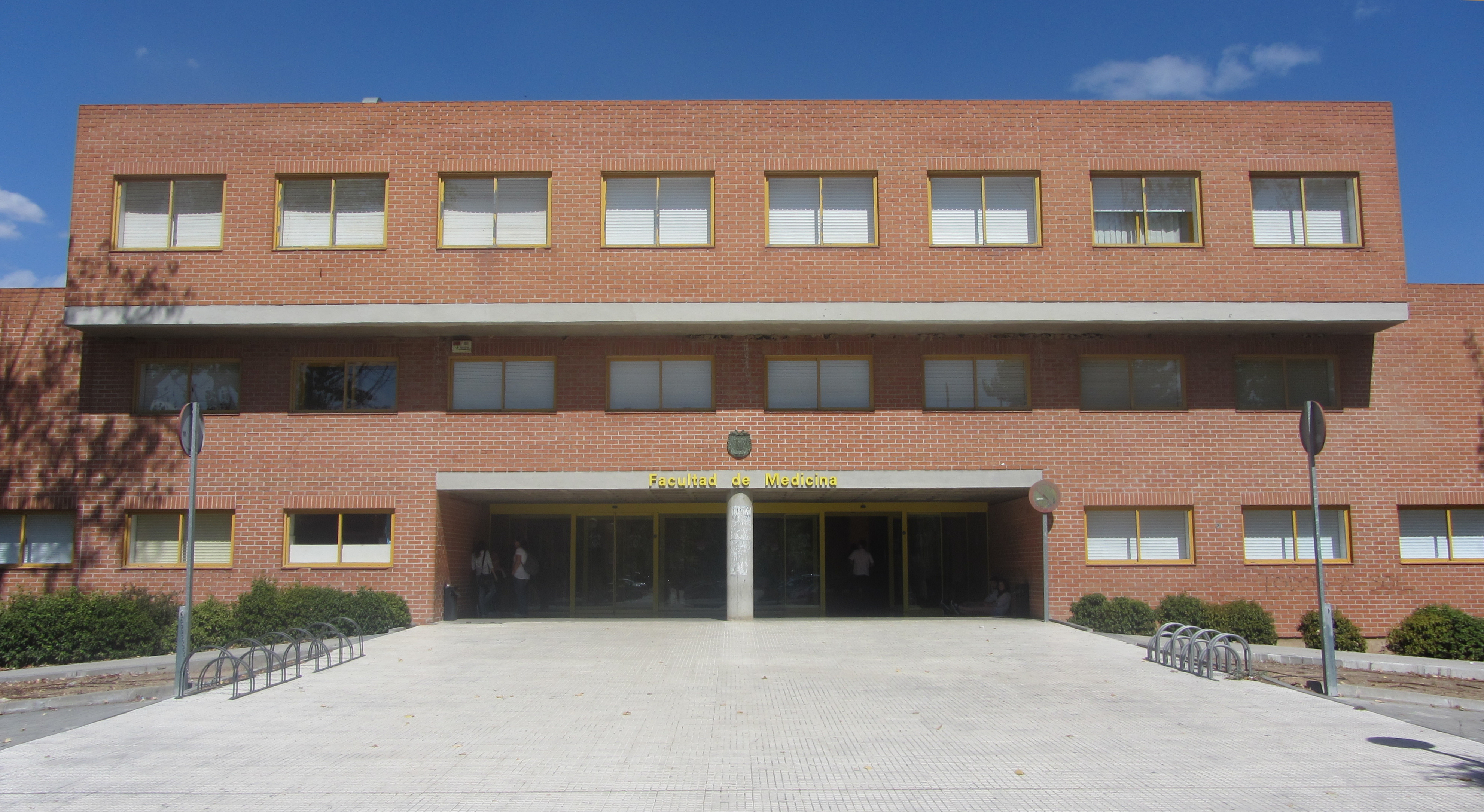
Faculté de médecine.
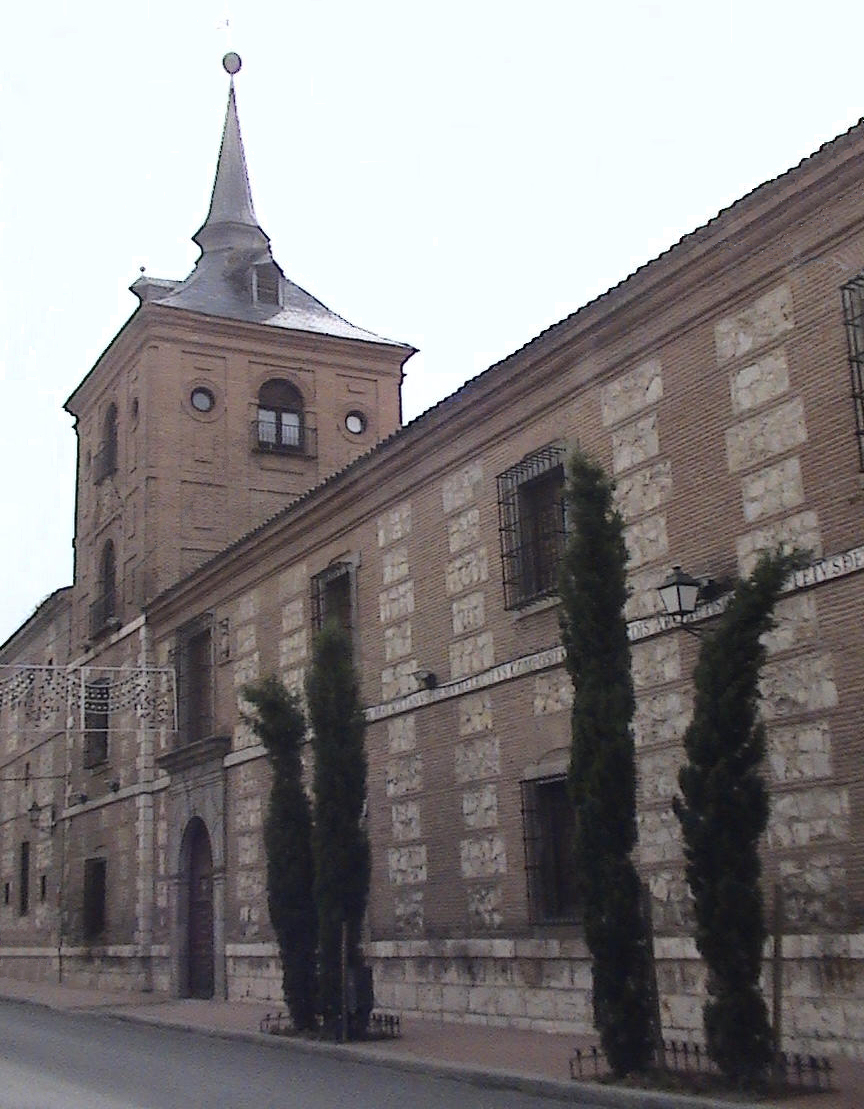
Département de philosophie et de lettres.
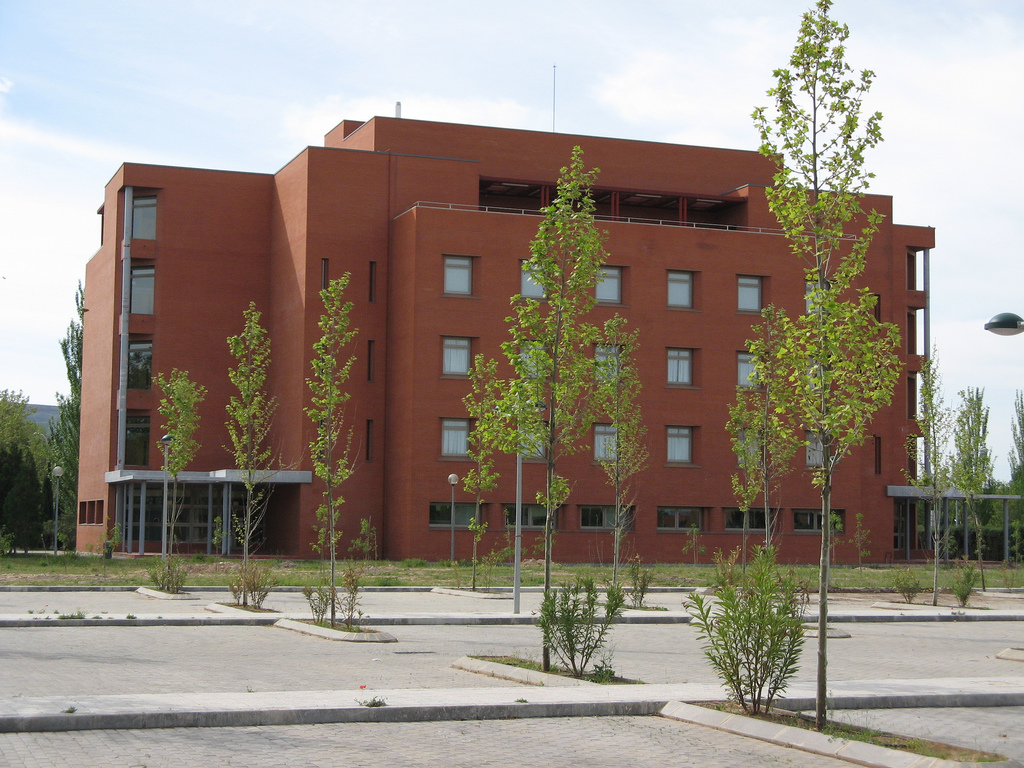
Département des sciences environnementales.
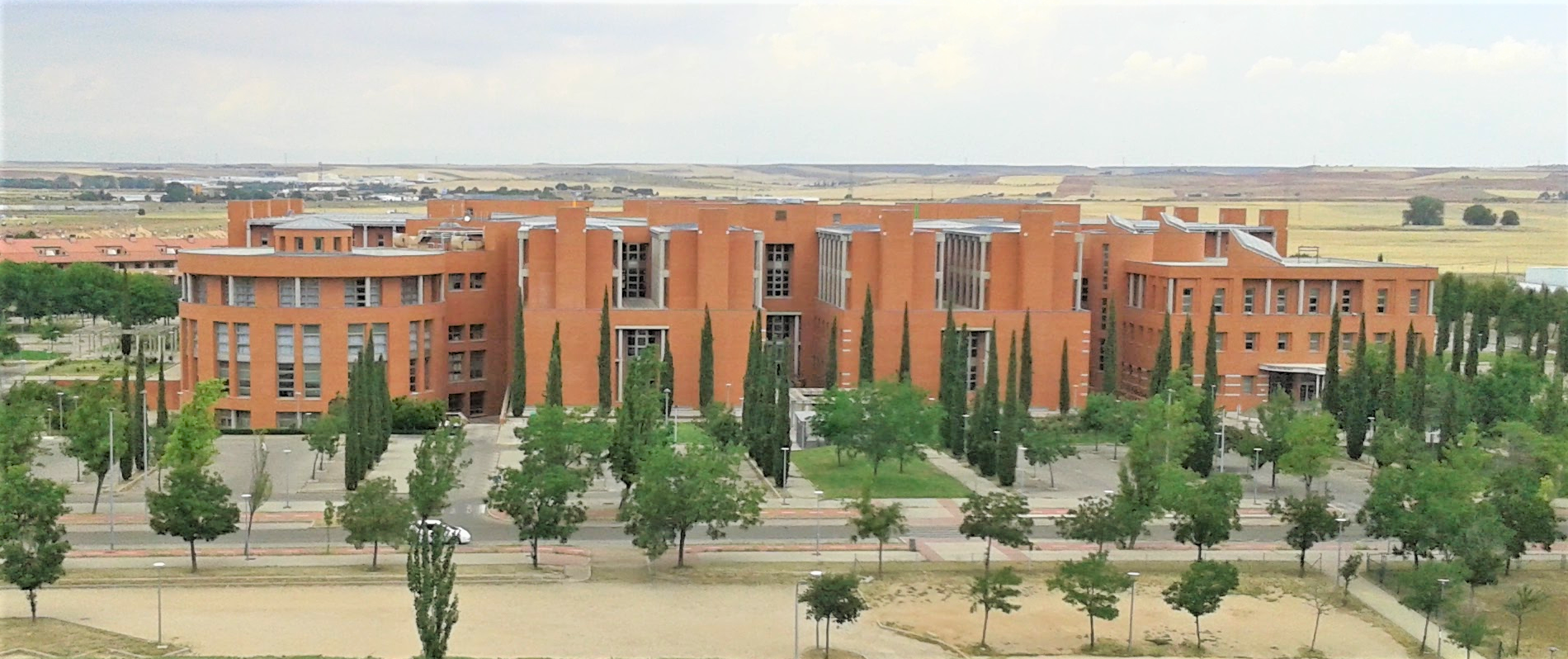
Département de polytechnique supérieur.

##### Collèges historiques universitaires

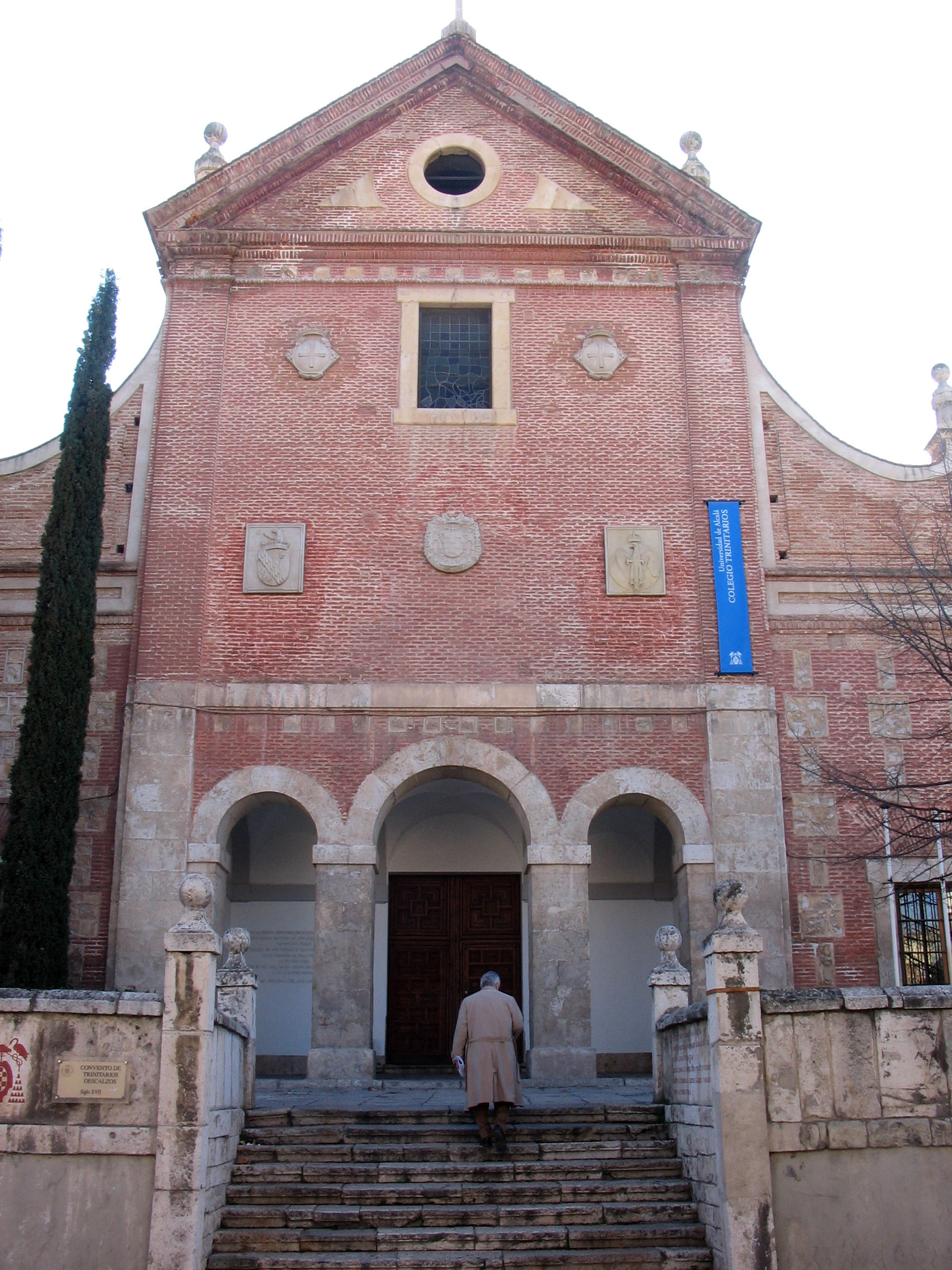
Le Colegio de Trinitarios.

| - Colegio Mayor de San Ildefonso (actuel Rectorat de l'université d'Alcalá de Henares) - Colegio Franciscano de San Pedro y San Pablo (actuellement des dépendances universitaires) - Colegio de Mínimos (actuelle faculté de sciences économiques) - Colegio Máximo de la Compañía de Jesús (actuelle faculté de droit) - Colegio-Convento de San Basilio (actuelle salle de musique de l'université d'Alcalá de Henares) - Colegio de Málaga (actuelle faculté de philosophie et de lettres) - Colegio-Convento de Trinitarios Descalzos (actuellement études nord-américaines) - Colegio-Convento de San José de Caracciolos (actuelle faculté de philosophie et de lettres) - Colegio-Convento de Carmelitas Calzados (actuelle école d'architecture) - Colegio de los Irlandeses (actuelle Alcalingua) - Colegio de León (actuellement troisième cycle à université d'Alcalá de Henares) | - Colegio del Rey (siège actuel de l'Institut Cervantes) - Colegio-Convento de Dominicos de Santo Tomás (actuellement Paradores de turismo) - Colegio de Mercedarios Calzados de Nuestra Señora de la Concepción (actuellement Paradores de turismo) - Colegio de Santiago o de los Caballeros Manrique (actuellement Paradores de turismo) - Colegio de los Manchegos (actuellement résidences privées) - Colegio de Aragón (actuellement résidences privées) - Colegio de Lugo (actuellement commerce et résidences) - Colegio de Sta. Catalina de Siena o de los Verdes (actuellement commerce et résidences privées) - Colegio-Convento de Carmelitas Descalzos (actuellement à l'abandon) - Colegio de San Jerónimo - Colegio de Mena (disparu) - Colegio Menor de Santa Justa y Rufina (actuellement dénommé Casa de los Lizana. Siège d'Alcalá Desarrollo) |

### Manifestations culturelles et festivités

#### Manifestations culturelles

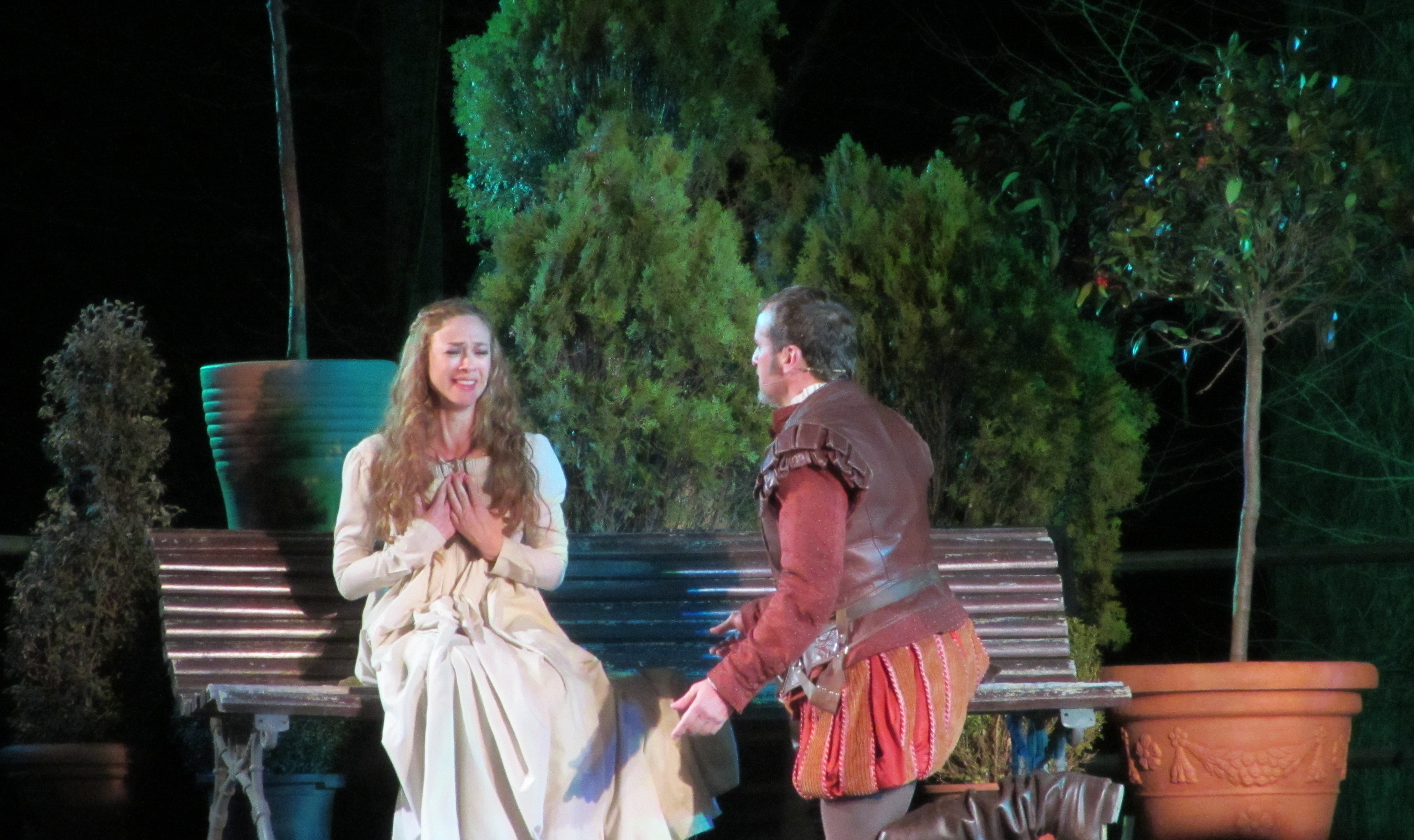
Représentation de Don Juan Tenorio de Zorilla le 1 novembre 2014, sous les murs du Palais des archevêques.

La ville possède cinq théâtres, où le public peut voir représenter une quantité importante et diversifiée d’œuvres et de spectacles. Alcalá de Henares comptabilise sept grandes surfaces commerciales, qui incluent certaines activités culturelles comme un cinéma de dix-neuf salles. La ville propose également une foire du livre, un petit marché médiéval, et depuis 2011 une nuit blanche. Les foires et festivals d'Alcalá de Henares ont lieu durant la dernière semaine du mois d'août. Le « train de Cervantes » sont des visites touristiques aménagées avec la participation d'acteurs, celles-ci se déroulent au printemps et en automne,.
- Festival des arts scéniques (Clásicos en Alcalá) en juin[40].
- Universijazz Alcalá durant le mois de juillet[41].
- Le festival international de Órgano Catedral de Alcalá, fondé en 2007, est organisé pendant les mois de septembre et d'octobre.
- Don Juan en Alcalá qui est une représentation depuis 1984 dans les plus beaux quartiers de la vieille ville, c'est une tradition réalisée chaque veille de la Toussaint et qui rassemble des milliers d'habitants d'Alcalá de Henares et de nombreux visiteurs[42], cette représentation est déclarée d'intérêt touristique régional depuis l'année 2002[43].
- En novembre est célébré le festival de Cine de Alcalá de Henares (« Alcine »), une compétition de court-métrage inaugurée en 1970[44].
- L'anniversaire de l'inscription de la ville sur la liste du patrimoine mondial de l'humanité. Tous les 2 décembre est célébré cet évènement depuis 1998[45].

La ville possède de nombreuses associations culturelles :
- Institución de Estudios Complutenses (IEECC), fondée en 1982[46].
- Asociación de Amigos de la Universidad de Alcalá, fondée en 1987[47],[48].
- Asociación Cultural Hijos y Amigos de Alcalá, fondée en 1994[49].
- Centro Internacional de Estudios Históricos Cisneros (CIEHC), fondé en 1996[50].
- Asociación para la Recuperación del Palacio Arzobispal de Alcalá de Henares (ARPA)[51],[52].

#### Fêtes traditionnelles

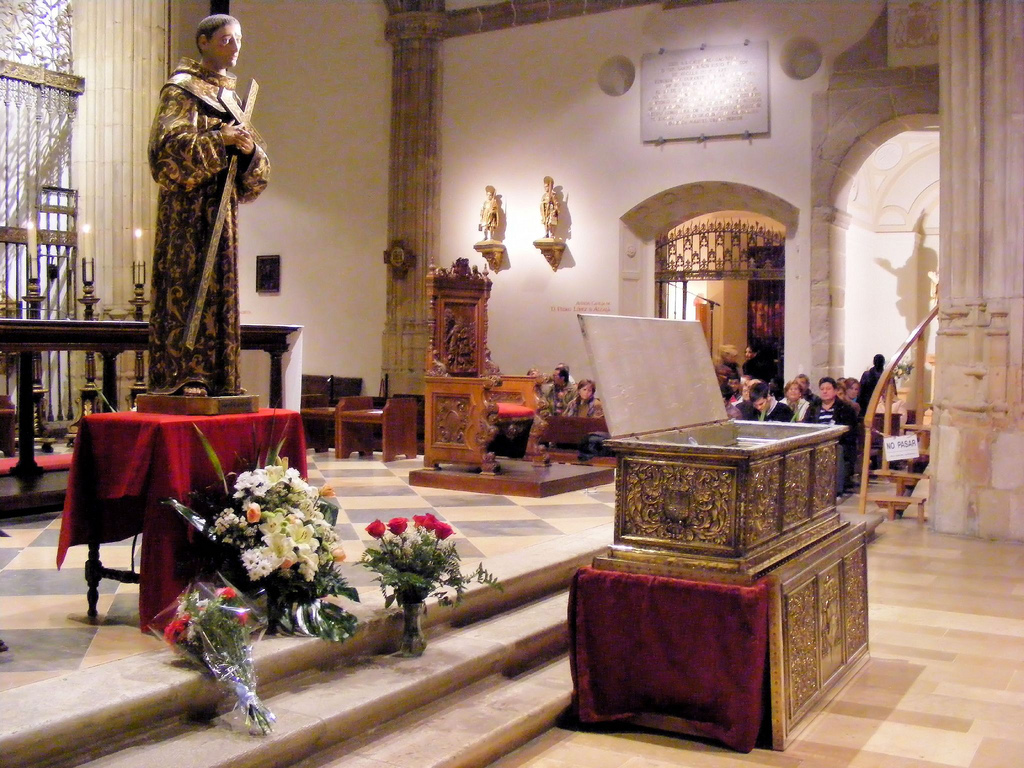
Le corps intact de saint Diego d'Alcalá, exposé dans la cathédrale d'Alcalá de Henares les 13 novembre de chaque année.

Certaines traditions de niveau provincial sont préservées dans la partie ancienne de la ville en particulier :
- Antoine le Grand, à l'hôpital de Antezana, chaque année le 17 janvier des centaines de personnes viennent faire bénir leurs animaux[54].
- Le carnaval, dont la promotion est assurée par les institutions municipales et privées[55].
- Lors de la semaine sainte, huit confréries pénitentielles et une adoration nocturne ont lieu. Près de 5 000 personnes font partie de ces dernières. En 2005, plus de 300 000 personnes ont participé à l'évènement qui est déclaré d'« Intérêt Touristique Régional ». Les thèmes pouvant être abordés sont nombreux : Cristo de la Esperanza y el Trabajo, el Cristo yacente et celui de María Santísima de la Soledad Coronada (réalisé par le sévillan Antonio Castillo Lastrucci). Le Vendredi Saint dispose quant à lui d'une des plus anciennes confréries de la communauté de Madrid : La Antigua Ilustre y Fervorosa Hermandad y Cofradía de María Stma, qui date de 1508, année où apparaît à Alcalá la première image de la Vierge couronnée canoniquement.
- La semaine Cervantes est déclarée d'Intérêt Touristique Régional. Le 23 avril est commémorée la mort de Cervantes, et est décerné le prix Cervantes des lettres castillanes des mains du roi d'Espagne dans le Colegio Mayor de San Ildefonso.
- Le festival de théâtre classique en juin.
- Les fêtes des Saints patrons de la ville, le 6 et 7 août. Procession religieuse et verbenas ont lieu en centre-ville[56]. D'août 2005 à août 2006, pour célébrer le 1 700e anniversaire du martyre des patrons de la ville, l'année est déclarée année du jubilé dans le diocèse d'Alcalá de Henares avec notamment deux lieux de pèlerinage dont la cathédrale.
- La feria et les fêtes d'Alcalá de Henares du 24 août se célèbrent depuis plus de huit cents ans. À l'origine, il s'agissait d'une foire d'élevage, mais avec le temps cette fête est devenue l'occasion de bénéficier de nombreux spectacles et attractions. C'est également le moment de pouvoir admirer les Gigantes y Cabezudos de Alcalá de Henares[57].
- Les fêtes de la Virgen del Val sont célébrées la troisième semaine de septembre. Dans le même temps, des fêtes populaires sont dispensées dans le quartier V « El Val »[58].
- Le jour de Cervantes, le 9 octobre 1547, célèbre le baptême de l'écrivain. Le Marché Médiéval, le Marché Cervantesque ou de Don Quichotte est l'un des plus grands évènements touristiques de la ville. Il se situe dans le quartier historique d'Alcalá de Henares, ce qui permet de se situer dans le XVIe siècle espagnol. Il est possible ainsi de bénéficier pour cette fête d'activités et de costumes de l'époque où vécut Cervantes depuis le début des années 2000 : marchands, artisans, figurants et chanteurs.
- Diego d'Alcalá est fêté chaque année le 13 novembre. Son corps intact est retiré de son tombeau situé dans la cathédrale pour être vénéré et célébré lors d'une messe.
- La déclaration de la ville au patrimoine mondial en 1998 à l'université d'Alcalá de Henares est fêtée le 2 décembre de chaque année.
- Le 13 décembre, le bûcher de la Sainte-Lucie est une passacaille qui part de la calle Mayor, accompagnée par des dulzainas, jusqu'à l'ermitage de Santa Lucía[59],[60] où un feu est allumé sur lequel des pommes de terre sont brûlées.
- Depuis 2003, une tradition populaire organisée par l'Association Culturelle d'Enfants et les Amis d'Alcalá est célébrée le dimanche précédant Noël. Elle consiste en une longue promenade à travers le parc des collines d'Alcalá de Henares, puis par l'ascension du mont Ecce Homo et enfin par l'installation au sommet d'une crèche de Noël sur les ruines d'un ancien ermitage[61],[62].
- Des marchés populaires mettent à la vente des aliments, des vêtements et des meubles, tous les matins pendant toute l'année : les lundis (dans Paseo de Aguadores), les mardis (dans la calle Mejorada del Campo) et les mercredis (dans l'avenida del Ejercito). De plus, dans la calle Mayor un marché de l'artisanat a lieu tous les dimanches et jours féries le matin[63].

### Santé

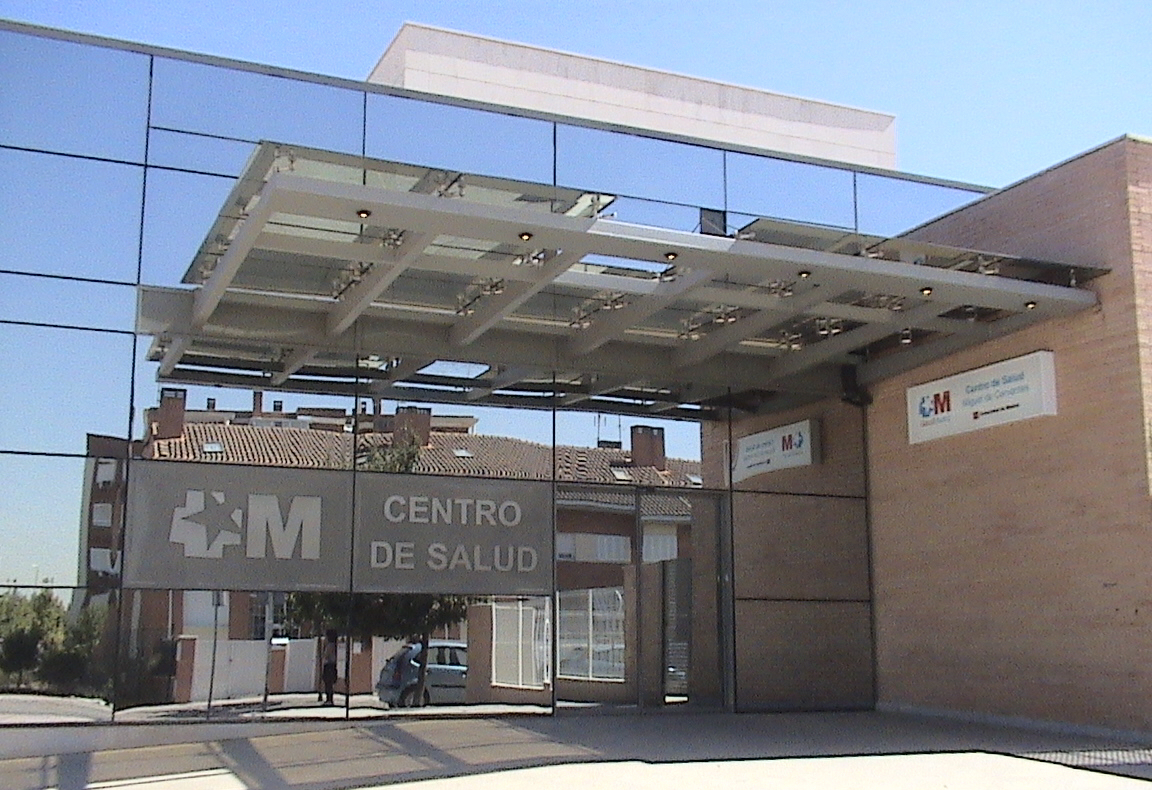
Le centre de santé Miguel de Cervantes.

Alcalá de Henares dispose de plusieurs installations sanitaires publiques qui dépendent du Service Madrilène de Santé (SERMAS) : l'hôpital universitaire Príncipe de Asturias, qui offre une aide à la population d'Alcalá et des municipalités de son aire métropolitaine, un centre intégral de diagnostic et de traitement Francisco Díaz dans le quartier de El Ensanche et dix centres de santé répartis dans Alcalá, dont le premier a été construit en 1960 dans la rue Carmen Calzado. Les centres de santé sont dotés de tout le matériel nécessaire ainsi que du personnel nécessaire pour traiter des urgences communes ou des rendez-vous pris au préalable exerçant ainsi son service à la population. Le service des urgences comprend le SUMMA 112, le point d'attention continue du centre de santé Luis Vives, et l’hôpital universitaire,.
| Type                    | Nom                  | Localisation                      |
| ----------------------- | -------------------- | --------------------------------- |
| Hôpital universitaire   | Príncipe de Asturias | route Alcalá-Meco (campus)        |
| Centre des spécialistes | Francisco Díaz       | 11, rue Octavio Paz               |
| Centre de santé         | Carmen Calzado       | 14, rue Carmen Calzado            |
| Centre de santé         | Juan de Austria      | 19, avenue Juan de Austria        |
| Centre de santé         | La Garena            | rue Arturo Soria (face à la gare) |
| Centre de santé         | Luis Vives           | 16, rue Luis Vives                |
| Centre de santé         | Manuel Merino        | 1, rue Manuel Merino              |
| Centre de santé         | María de Guzmán      | rue Juan de Borgoña               |
| Centre de santé         | Miguel de Cervantes  | 23, avenue Gustavo Adolfo Bécquer |
| Centre de santé         | Ntra. Sra. del Pilar | rue Nuestra Señora del Pilar      |
| Centre de santé         | Puerta de Madrid     | 61, avenue del Ejército           |
| Centre de santé         | Reyes Magos          | 12, avenue de los Reyes Magos     |

Il faut également noter la présence d'un hôpital de la charité, l'Hospital de Antezana (46, rue Mayor), qui est la plus ancienne institution médicale dans le monde, en fonctionnement depuis 1483 ; ainsi qu'un centre municipal de santé (13, rue Santiago) qui dépend de la mairie d'Alcalá de Henares.
La mairie d'Alcalá de Henares a adhéré à la Red Madrileña de Ciudades Saludables, et par conséquent, elle fait partie du projet des villes saines de l'OMS. Cependant, du fait de l'importance de la ville (taille, rôle historique et social) et de sa capacité administrative et technique, il aurait semblé plus pertinent qu'Alcalá de Henares appartienne à la Red Española de Ciudades Saludables.

### Sécurité

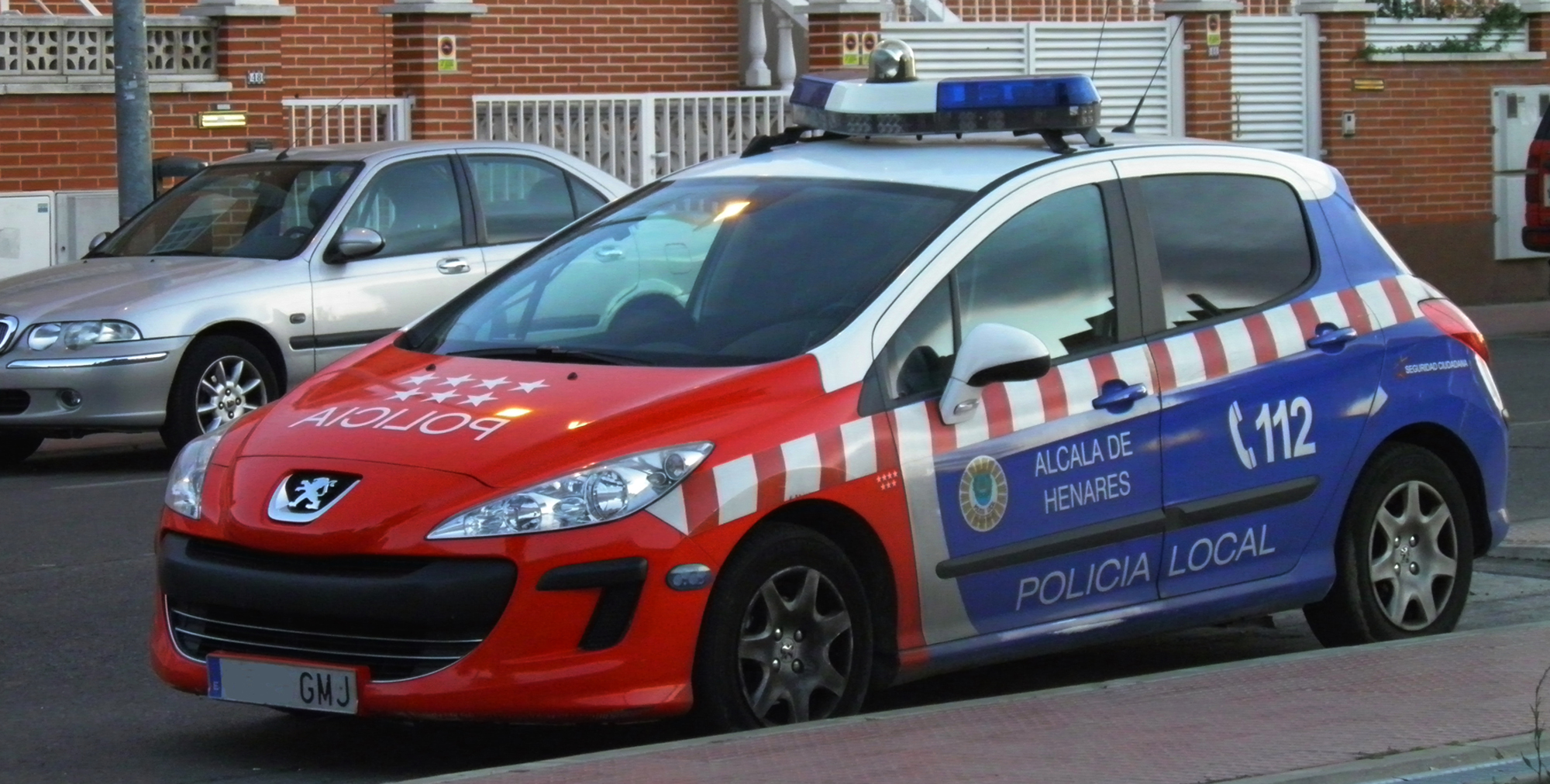
Voiture de la police locale d'Alcalá de Henares.

En 2009 est inauguré l'actuel commissariat de police d'Alcalá de Henares, situé dans l'Avenue de Meco, qui regroupe les policiers nationaux et locaux. Il y a un total de 300 professionnels qui servent dans les services de sécurité à Alcalá de Henares et dans ceux des villages voisins.
La ville dispose également d'une maison-quartier de la Guardia Civil d'Alcalá de Henares, dans l'Avenue Lope de Figueroa au numéro 46.
La prison d'Alcalá-Meco est située sur le territoire de la commune.

### Sports

#### Installations sportives
Alcalá de Henares dispose de diverses installations sportives :
- des villes sportives comme à El Val, à Juncal et à proximité d'Espartales ;
- des stades comme le stade municipal El Val ;
- des pavillons comme celui d'El Val, de Juncal, d'Espartales, de Caja Madrid et du CEIP Juan de Austria ;
- des terrains de sport comme à Ensanche, à La Dehesa et à Ciudad del Aire.

#### Clubs de sport

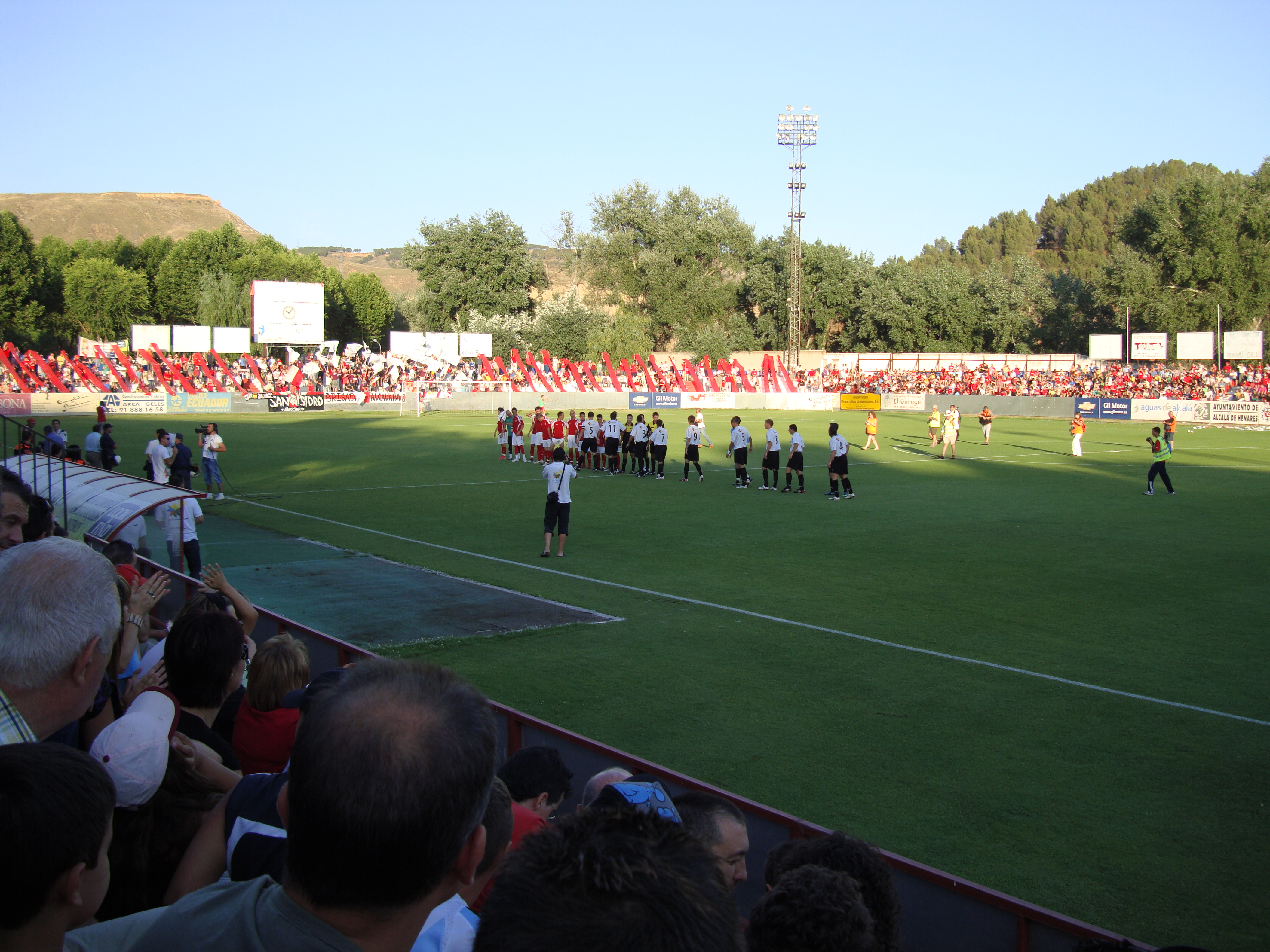
Le stade municipal El Val lors d'un match RSD Alcalá-La Nucía.

- Real Sociedad Deportiva Alcalá (RSD Alcalá)

Le Real Sociedad Deportiva Alcalá est l'entité sportive historique la plus importante de la ville. Le club est fondé en 1929 lors de la fusion de deux équipes : l'Unión Deportiva Alcalaína (fondée en 1920) et la Gimnástica Alcalaína (fondée en 1922). C'est d'abord une équipe de football, avant de se diversifier dans huit disciplines (football, basket-ball, cyclisme, boxe…). Le club est actuellement basé au stade municipal El Val.
- Club Deportivo Avance (CD Avance)

Fondé en 1940, c'est l'autre club de football historique de la ville. Il dispose d'une école de football dès 1988 avec quelques installations sportives dénommées « Felipe de Lucas » comme deux terrains de football, deux terrains de football à 7 et deux terrains de football pour les plus jeunes de l'école.
- Club de Atletismo A. J. Alkalá (AJA)

Ce club est fondé en 1976 avec l'objectif de permettre la pratique du « sport pour tous ». Ce club a obtenu de nombreux records sportifs grâce à son école municipale d'athlétisme et l'organisation de diverses compétitions très populaires comme le semi-marathon Cervantes, la course populaire d'Alcalá de Henares, et la nocturne nationale d'Alcalá de Henares. Le siège du club se trouve dans les installations municipales El Val.
- Inter Fútbol Sala

L'Inter Fútbol Sala, fondé en 1977, est mondialement connu comme l'une des meilleures équipes de football en salle. Elle participe à la Division de Honor du championnat d'Espagne de futsal et un compte huit titres de champions. Son siège situe dans la Caja Madrid.
- Escuela de Tenis Alcalá

Cette école de tennis est fondée en 1979. De 1980 à 1981, elle dispense des cours dans les écoles sportives municipales d'Alcalá de Henares. Au cours des années 1984-1985, l'école se transforme en Club Municipal de Tenis de Alcalá, c'est-à-dire une entité autonome au sein même de l'école. En novembre 1991, un groupe d'enseignants dirigé par Vicente Mendieta, fonde le Club Escuela de Tenis Alcalá et le club municipal rejoint l'école. En septembre 2008, l'école de tennis intègre également des cours de padel devenant ainsi le Club Escuela de Tenis y Pádel Alcalá.
- Club Ciclista Iplacea

Le club cycliste Iplacea est fondé en 1980 pour s'occupe du cyclisme amateur.
- Club de Balonmano Iplacea

Le Club Deportivo Iplacea est fondé en 1984 afin de faciliter l'accès à la compétition fédérée aux étudiants du Centro Iniciación Técnico Deportiva (CITD) d'Alcalá de Henares, qui avait développé des activités sportives quelques années auparavant. À l'origine, il y avait plusieurs sections sportives: basket-ball, handball, cyclisme, football, gymnastique, volley-ball et judo. Ces sections sont devenues peu à peu indépendantes au fur et à mesure que les clubs de la ville absorbaient les joueurs formés au CITD. Le C.D. Iplacea fut relégué au second plan dans de nombreuses disciplines à l'exception du basket-ball, du handball et de la gymnastique rythmique. Avec la disparition de la Juventud Alcalá en 1994, les techniciens et les dirigeants des trois sections, prirent en charge les activités sous le nom de Club Deportivo Iplacea. En 1997, la scission du club est réalisée, et c'est la section handball qui devient propriétaire du club. Cette dernière participe à quelques championnats nationaux et internationaux dans diverses catégories féminines et masculines. Le club dispose de trois lieux : El Val, Juncal, et le campus de l'université d'Alcalá.
- Club Voleibol Alcalá

Jusqu'à la saison 1986-1987 de volley-ball, le club participe aux compétitions sous le nom de « C.D.M. Iplacea ». Lors de la saison suivante est fondé le « C.V. Salesianos Atocha Alcalá », puis est renommé lors de la saison 1989-1990 « C.D. Iplacea Don Bosco Alcalá ». En 1990-1991, le club adopte le nom définitif de « Club Voleibol Alcalá ».
- Le Club Buceo Alcalá-Sub.

- Club Baloncesto Juan de Austria

Le club de basket Juan de Austria est fondé en 1987 au collège Juan de Austria à Alcalá de Henares. Le club dispose d'équipes masculines et féminines dans toutes les catégories de basket-ball de la communauté de Madrid. De la catégorie benjamins à la catégorie seniors, il y a dix-sept équipes affiliées, avec deux équipes prébenjamínes, et un groupe d'environ 30 enfants appelés « baby basket ». Au total, le club dispose de 250 joueurs et de 40 entraîneurs. Le siège se situe dans le pavillon sportif du collège Juan d'Austria.
- Club Patín Alcalá Artístico

Depuis 1987, ce club est assigné à la Federación Madrileña de Patinaje (Fédération madrilène de Patinage). Il est chargé d'organiser des activités pour promouvoir la pratique du patinage artistique sur roues dans la ville d'Alcalá de Henares.
- Club Natación Alcalá de Henares (CNAH)

Le club de natation d'Alcalá de Henares est créé en 1988 pour prendre en charge la gestion des activités nautiques offertes dans les établissements publics d'Alcalá de Henares. Il dispense des activités de promotion sportive et de secourisme aquatique. Son siège est situé à la piscine couverte municipale de El Val.
- Club Juventud Alcalá

C'est un club de basket-ball fondé en 1991, tant pour la formation que pour la compétition dans les différentes catégories masculines et féminines.
- Club de Gimnasia Rítmica Iplacea Alkal´a

Ce club développe depuis plus de 20 ans des liens avec les Écoles Municipales de Gymnastique Rythmique d'Alcalá de Henares, en convention avec la Ciudad Deportiva Municipal d'Alcalá de Henares.
- Club Deportivo Básico Hercesa

Le club sportif Básico Hercesa commence son activité en 1997. Il est issu de l'ancien club de basket-ball d'Alcalá et de la fusion des clubs de rugby d'Alcalá et de Guadalajara. Le club développe son activité de basket-ball dans le Pabellón Caja Madrid, dans quelques collèges de la ville. Le rugby se développe dans l'I.E.S. Antonio Machado.
- Club Baloncesto Alcalá

Le club de basket d'Alcalá est fondé en 2010.
- Club Patín Alcalá Hockey

- Club Bádminton Alcalá

- Club Buceo Alcalá-Sub

- Asociación Deportiva Naya

#### Tournoi de sport
Le trophée Cervantes est un tournoi de football organisé à la mi-août de manière annuelle depuis 1967 par le RSD Alcalá.

#### Arrivées duTour d'Espagne
- 1985 :  Isidro Juárez
- 2005 :  Rubén Plaza (clm)

### Médias

#### Presse écrite
La ville dispose d'une presse écrite depuis le XVIIIe siècle, qui publie sous le nom de La Gaceta de Alcalá. D'autres journaux sont apparus depuis le milieu du XXe siècle :
- Puerta de Madrid, journal hebdomadaire qui a été fondé en 1968 ;
- Diario de Alcalá, quotidien local avec information sur la ville et les six villages du comarque depuis 1992 ;
- Alcalá Actualidad, revue mensuelle gratuite depuis 1998 ;
- Portal local, presse digitale depuis 2000 ;
- Gente Corredor del Henares, hebdomadaire gratuit depuis 2008 ;
- Global Henares, presse digitale.

#### Émissions de radio
La première émission de radio d'Alcalá de Henares est EAJ-29 (Emisora Radio Central-29). Elle est inaugurée le 21 novembre 1934 en émettant avec une onde moyenne de 200 watts et est accordée à Juan Manuel Álvarez de Lorenzana,,.
| FM    | Nom                         |
| ----- | --------------------------- |
| 87.7  | Europa FM Alcalá de Henares |
| 90.0  | Onda Henares                |
| 97.6  | Onda Cero Alcalá            |
| 100.9 | MegaStar Alcalá de Henares  |
| 102.4 | Límite FM Alcalá de Henares |
| 103.1 | SER Henares                 |
| 106.0 | Radio Burbuja               |
| 107.4 | Radio Actividad             |
| 107.4 | Universitaria de Alcalá     |

### Films tournés à Alcalá de Henares

#### Au cinéma
- 1950 : El último caballo de Edgar Neville.
- 1960 : Spartacus de Stanley Kubrick.
- 1960 : Un paso al frente de Ramón Torrado.
- 1963 : Cléopâtre de Joseph L. Mankiewicz.
- 1967 : Sor Citroën de Pedro Lazaga.
- 1976 : Pascual Duarte de Ricardo Franco.
- 1984 : Teresa de Jesús de Josefina Molina.
- 1988 : Soldadito español d'Antonio Giménez-Rico.
- 1989 : El río que nos lleva d'Antonio del Real.
- 1991 : La viuda del capitán Estrada de José Luis Cuerda.
- 1995 : Personne ne parlera de nous quand nous serons mortes (Nadie hablará de nosotras cuando hayamos muerto) de Agustín Díaz Yanes.
- 2001 : Tuno negro de Pedro L. Barbero et Vicente J. Martí.
- 2003 : Planta 4ª d'Antonio Mercero.
- 2003 : Ne dis rien de Icíar Bollaín.
- 2003 : Noviembre d'Achero Mañas.
- 2004 : El Lobo de Miguel Courtois.
- 2006 : Les Fantômes de Goya de Miloš Forman.
- 2007 : Las trece rosas d'Emilio Martínez Lázaro.
- 2008 : Los girasoles ciegos de José Luis Cuerda.
- 2010 : Lope d'Andrucha Waddington.

Chaque année est organisé le Festival du cinéma d'Alcalá, qui permet d'accueillir de grands cinéastes et beaucoup de cinéphiles[réf. nécessaire].

#### Série télévisée
- 2001 : Cuéntame cómo pasó de TVE.
- 2009 : Los casos de Julia de TVE.
- 2014 : Prim, el asesinato de la calle del Turco de TVE[83],[84].

#### Vidéos musicales
- 2004 : Loca de Merche.
- 2011 : Si vas de Radyen.
- 2015 : Viviendo en gerundio de Rayden

## Économie

### Hôtellerie
La ville a connu une augmentation importante du nombre de chambres d'hôtel ces dernières années. C'est ainsi qu'en 2005, la ville possédait 2 500 places avec l'ouverture de nouveaux hôtels. Le Parador (quatre étoiles) est d'ailleurs considéré comme le plus emblématique. L'Hostería del Estudiante se situe quant à elle dans le cœur monumental de la ville et est l'un des premiers établissements fondés en Espagne (en 1928).

### Gastronomie

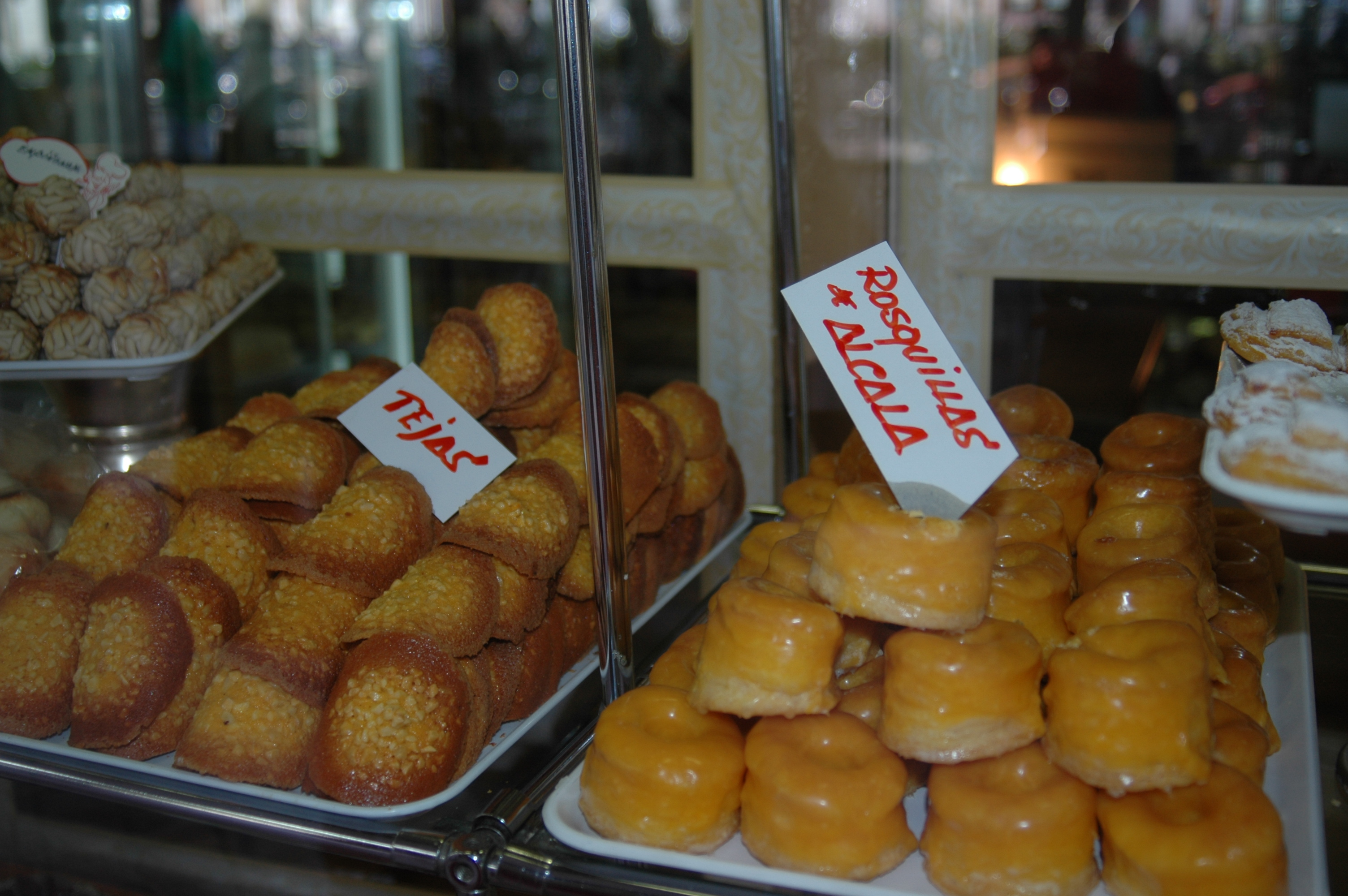
Tuiles et gâteaux : desserts traditionnels de la ville.

Chaque année est célébrée en février la Semana Gastronómica, et à la fin de septembre, ce sont les Jornadas Gastronómicas Cervantinas, dans lesquelles les principaux restaurants de la ville élaborent des menus inspirés de la cuisine de Don Quichote. Il faut également noter une Ruta de las Tapas qui est basée sur des plateaux traditionnels d'Alcalá.
La ville dispose d'un nombre important de restaurants, où abondent des spécialités en gastronomie castillane de la vallée d'Alcalá : des bouillons, des rôtis, des légumes… C'est une cuisine traditionnelle castillane issue du roman de Don Quichotte comme le saucisson au piment, les œufs frits ou la soupe d'ail pour les entrées, et les rôtis de mouton ou de chèvre cuits au four, pour les plats principaux.
La pâtisserie locale est basée sur les amandes, les beignets d'Alcalá ou les châtaignes grillées (principalement à l'automne). Il ne faut pas oublier la costrada d'Alcalá qui est basée sur des couches de pâte feuilletée et sur de la crème pâtissière.

### Industrie

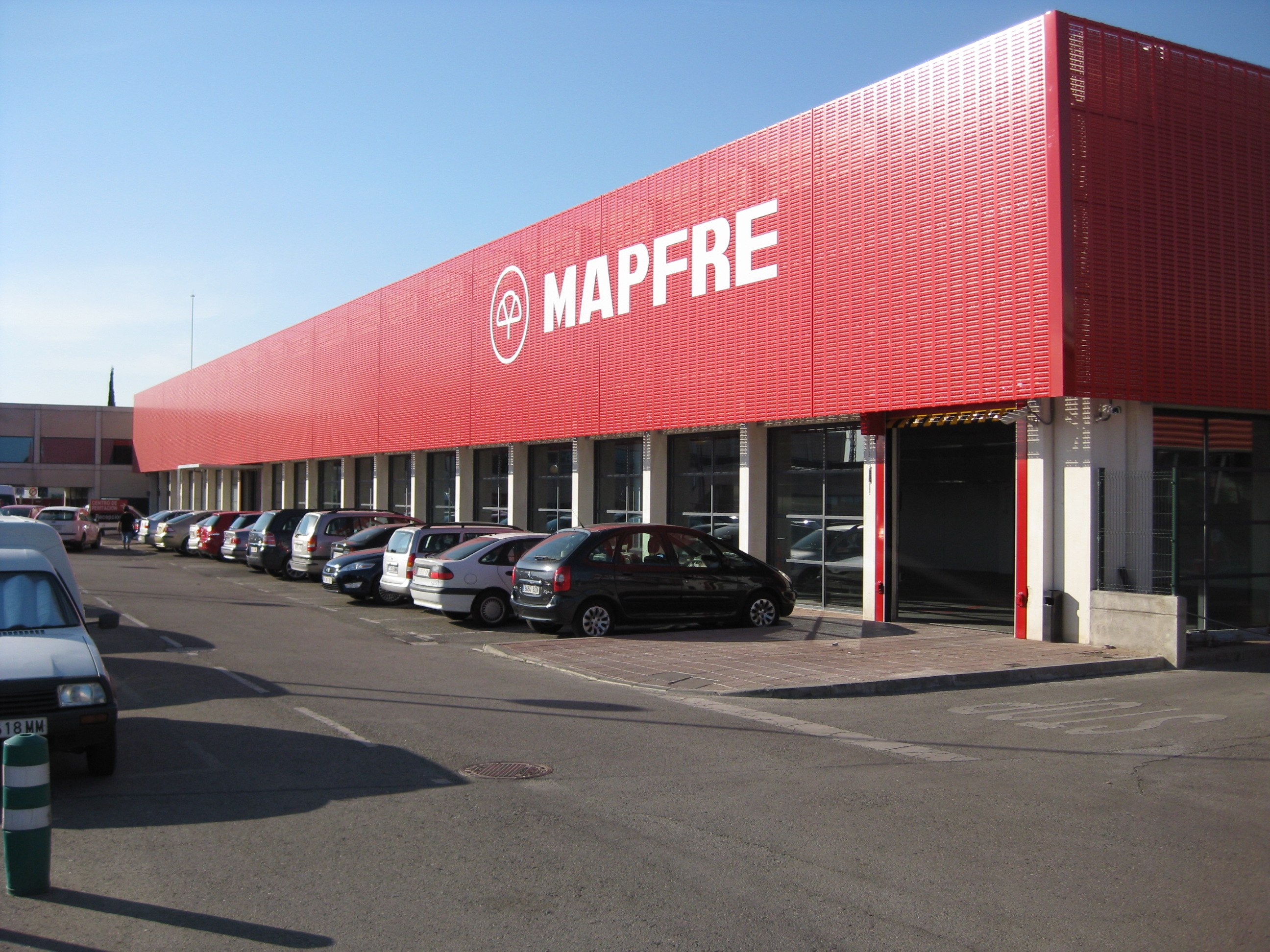
Le secteur automobile à Alcalá de Henares.

La ville, au début de l'époque industrielle, était capable d'offrir un emploi à la quasi-totalité de la population en âge de travailler. Avec l'amélioration de la qualité de vie, les générations suivantes ont eu un plus grand accès aux études universitaires, ce qui les conduit à des emplois plus qualifiés que ceux de l'industrie. Ces emplois, liés aujourd'hui à la haute technologie, ne sont pas situés à Alcalá, mais dans les villes du nord et du nord-ouest de Madrid qui ont opté pour l'industrie haute technologie et des parcs d'affaires plus compétitifs. Au contraire, l'industrie dominante alcalaine plus obsolète. En conséquence, un nombre croissant de résidents travaillent dans la zone métropolitaine de Madrid et de nombreux terrains industriels deviennent des quartiers résidentiels.
Elle est le siège d'Escribano Mechanical & Engineering, entreprise du secteur de l'armement.

## Culture locale et patrimoine

### Héraldique
L'écu héraldique et le drapeau qui représentent la municipalité ont été officiellement approuvés en 1987. Le blason qui est défini à partir de l'écu est le suivant :
« En campo de azur, un castillo de oro, tomado, donjonado, almenado, mazonado de sable y aclarado de azur, sostenido por ondas de plata y azur. Orlado por dos ramas cruzadas, una de laurel, de sinople, frutada de gules, a la diestra, y otra de roble, de sinople, frutada en su color, a la siniestra. Al timbre, coronada de Infantes de Castilla, compuesta por un círculo de oro engastado en piedras preciosas, sumado de ocho florones de hojas de acanto en oro, cinco vistas y dos de perfil, interpolado cada uno de una perla. — Bulletin officiel de l'État n°80 du 3 avril 1987 »
La description textuelle du drapeau est la suivante :
« Bandera de endrizar rectangular con una proporción de tres de largo por dos de ancho. En campo rojo, a una distancia de la driza igual a un medio de su longitud, el escudo de la ciudad de Alcalá de Henares. — Bulletin officiel de l'État n°80 du 3 avril 1987 »

### Monuments et lieux touristiques

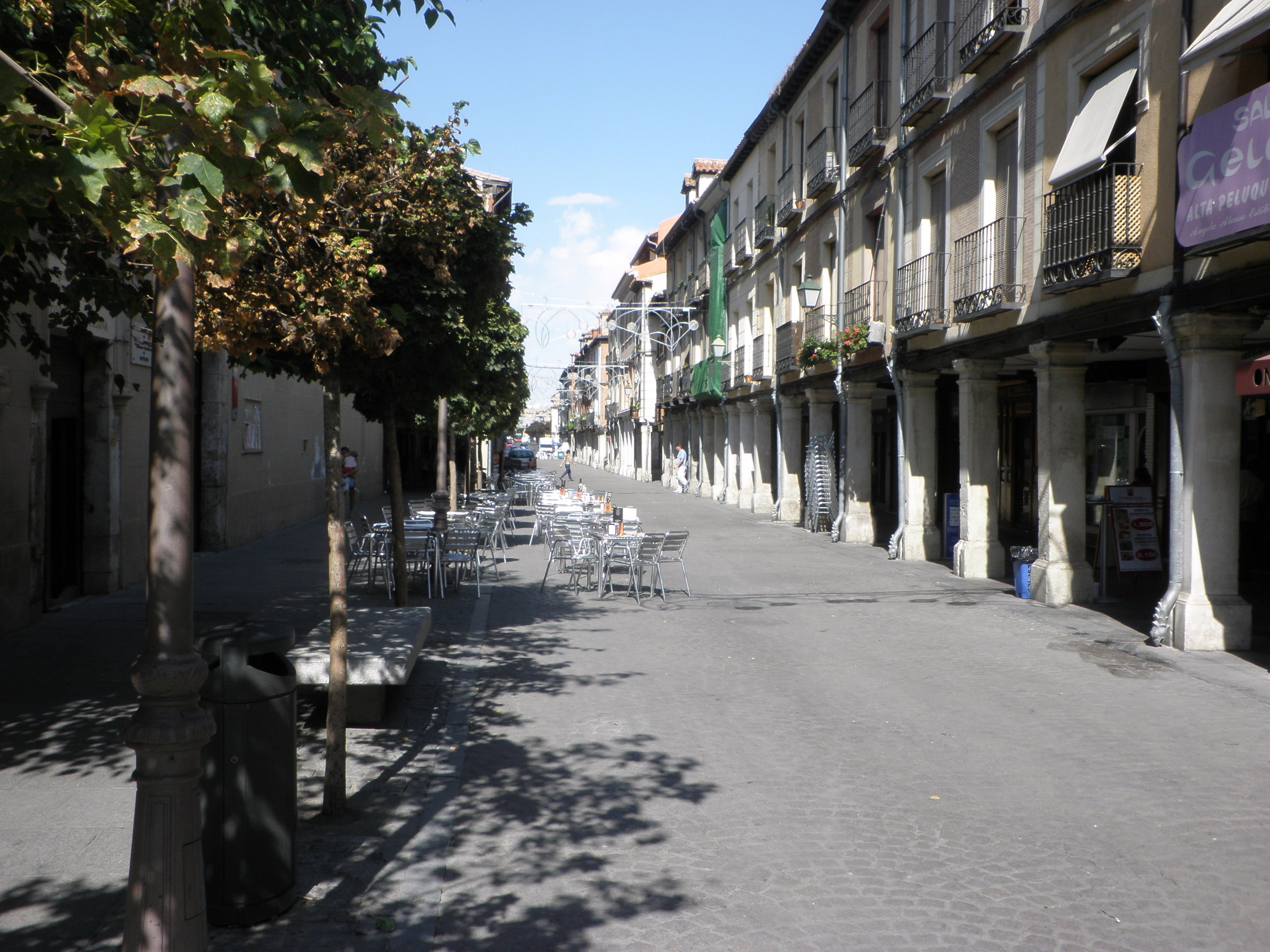
La calle Mayor à Alcalá de Henares en août 2009.

- L'université historique Alcalá de Henares est un ensemble de collèges majeurs et mineurs datant de la Renaissance et fondés par le cardinal Cisneros. Cet ensemble de bâtiments possède des vestiges importants de l'époque moderne pour lequel l'UNESCO l'a déclaré patrimoine de l'humanité.

- La calle Mayor est construite au XIIe siècle en suivant la tracé de la voie romaine reliant Caesaraugusta à Complutum, puis elle a fait partie de l'ancien quartier juif et c'est aujourd'hui l'une des principales rues commerciales de la ville.

- Le palais des Archevêques est un palais-forteresse situé dans le centre historique de la ville, qui a été construit en 1209, dans lequel sont nés, ont vécu et sont morts beaucoup de protagonistes de l'histoire de l'Espagne. Il abrite actuellement le diocèse d'Alcalá de Henares. Il se situe sur la place du Palais et fait partie de l'ensemble monumental déclaré au Patrimoine de l'Humanité par l'UNESCO.

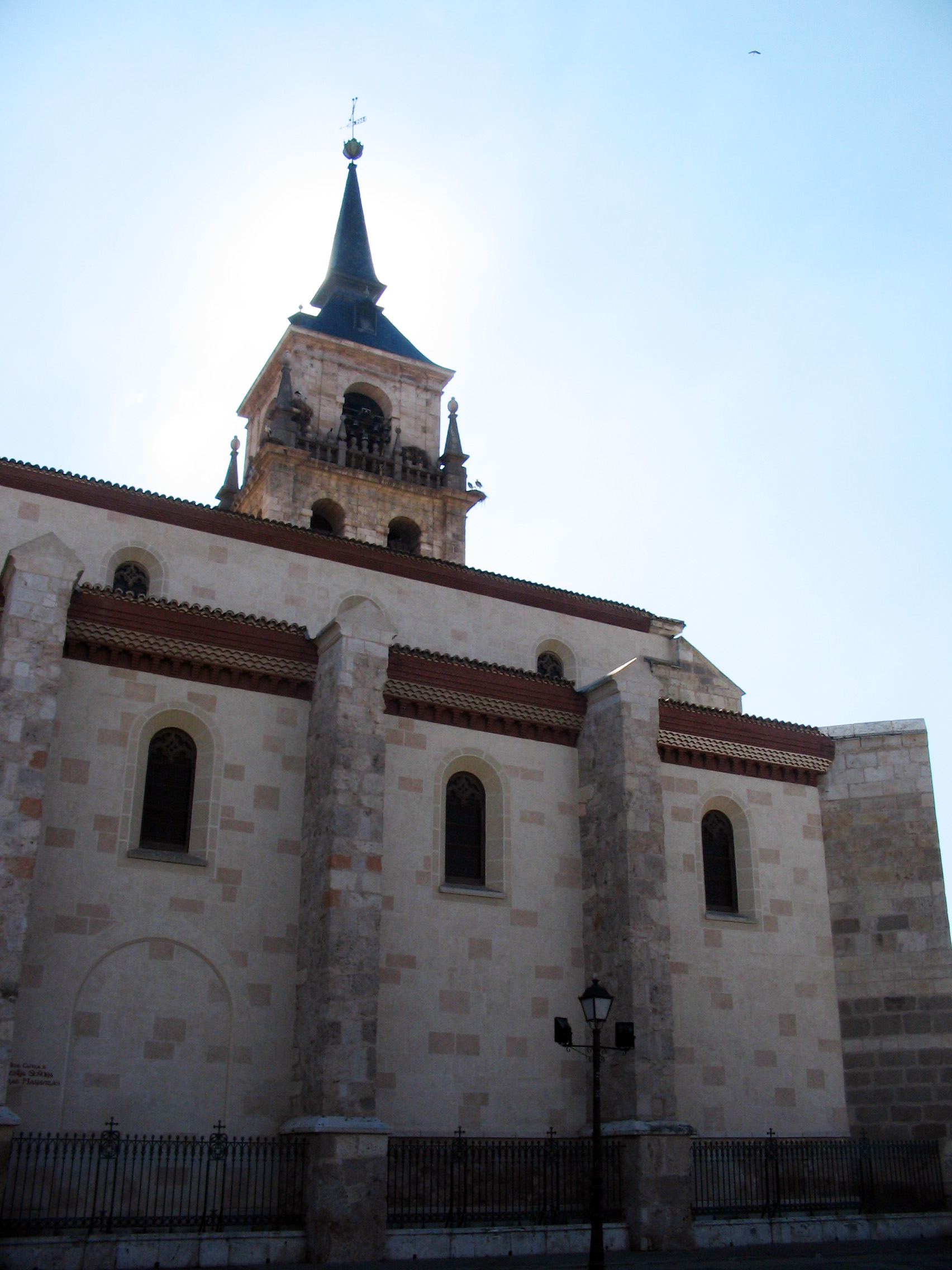
La cathédrale d'Alcalá de Henares, vue depuis la place de los Santos Niños.

- L'Église Magistral-Catedral de los Santos Niños Justo y Pastor, construite au XVe siècle et XVIe siècle, est la seule avec l'église Saint-Pierre de Louvain (Belgique) à détenir le titre de Magistral. Ce qui signifie que tous ses chanoines devraient être depuis l'époque de Cisneros, des professeurs de l'université d'Alcalá. L'époque de sa construction correspond au gothique flamboyant. À l'intérieur, se trouvent les restes du fondateur de l'université, le cardinal Cisneros.
- La Casa de Cervantes est selon la tradition, le lieu où est né l'auteur de Don Quichotte, Miguel de Cervantes, en 1547. La maison est organisée autour d'une belle cour de la Renaissance entourée de colonnes où sont réparties les différentes pièces du style siècle d'or espagnol : une salle de travail, une cuisine, une salle à manger et une salle pour les appareils médicaux qui auraient appartenu au père de Cervantes. L'intérieur est décoré avec une collection de meubles anciens et une des meilleures collections issues de diverses éditions de Don Quichotte.
- Le Corral de Comedias de Alcalá est l'un des plus anciens théâtres d'Europe, sa construction datant de 1601. À l'intérieur, il est possible de distinguer les différentes transformations subies par le théâtre européen passant d'un style espagnol à un style typiquement italien avec des scènes romantiques très populaires au XIXe siècle. En visitant les différentes salles, il est possible d'observer la disposition dans laquelle se situaient les hommes et les femmes du siècle d'or espagnol et des époques postérieures, ainsi que les changements de la scène, de la machinerie, des espaces dans lesquels étaient préparés les décors et des « effets spéciaux » de chaque époque.

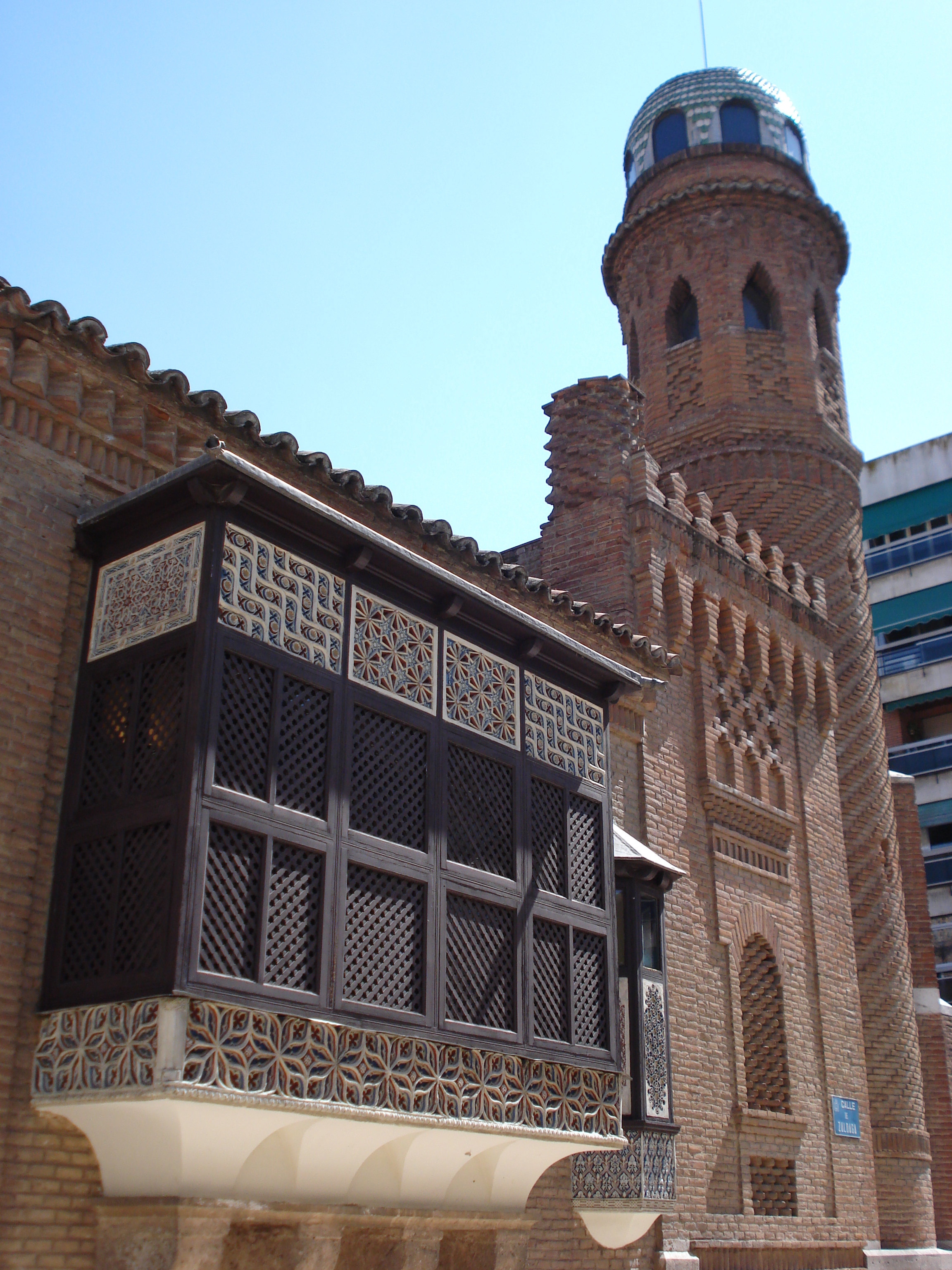
Le palais Laredo.

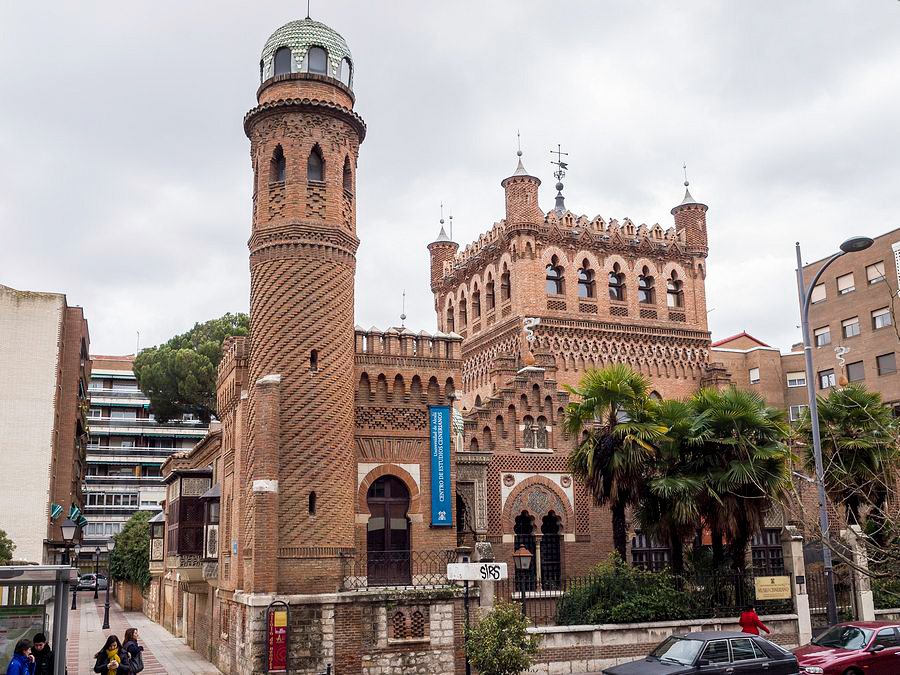
Le palais Laredo à droite et le musée Cisneriano à gauche.

- Le palais Laredo est construit au milieu du XIXe siècle comme demeure particulière dans un style néo-mudéjar. Le bâtiment abrite aujourd'hui le musée Cisneriano où l'on peut trouver différentes pièces archéologiques intégrées dans l'architecture et le décor. La collection du musée contient des œuvres importantes comme une édition originale de la Bible polyglotte Complutense, la Bible d'Anvers, ou de la documentation historique sur l'Université d'Alcalá de Henares.

- L'hôpital de Antezana est fondé en 1483 et est resté en activité depuis sa fondation jusqu'à aujourd'hui, ce qui en fait l'un des plus anciens hôpitaux en Espagne. Selon la tradition, c'est dans cet hôpital qu'a exercé comme chirurgien Rodrigo de Cervantes, le père du célèbre écrivain. Son architecture est remarquable notamment pour le double avant-toit et sa cour de style mudéjar avec des colonnes. C'est ici que se remit Ignace de Loyola après son long voyage à pied de Barcelone à Alcalá de Henares.

- La chapelle del Oidor et la tour de Santa María où l'ancienne église Santa María fermait autrefois la place de Cervantes, mais elle fut détruite durant la Guerre civile espagnole. L'ancienne chapelle est devenue, aujourd'hui, un centre d'expositions et un lieu où sont conservés les fonts baptismaux de Miguel de Cervantes. De la tour, il est possible de voir l'une des meilleures vues panoramiques de la ville.

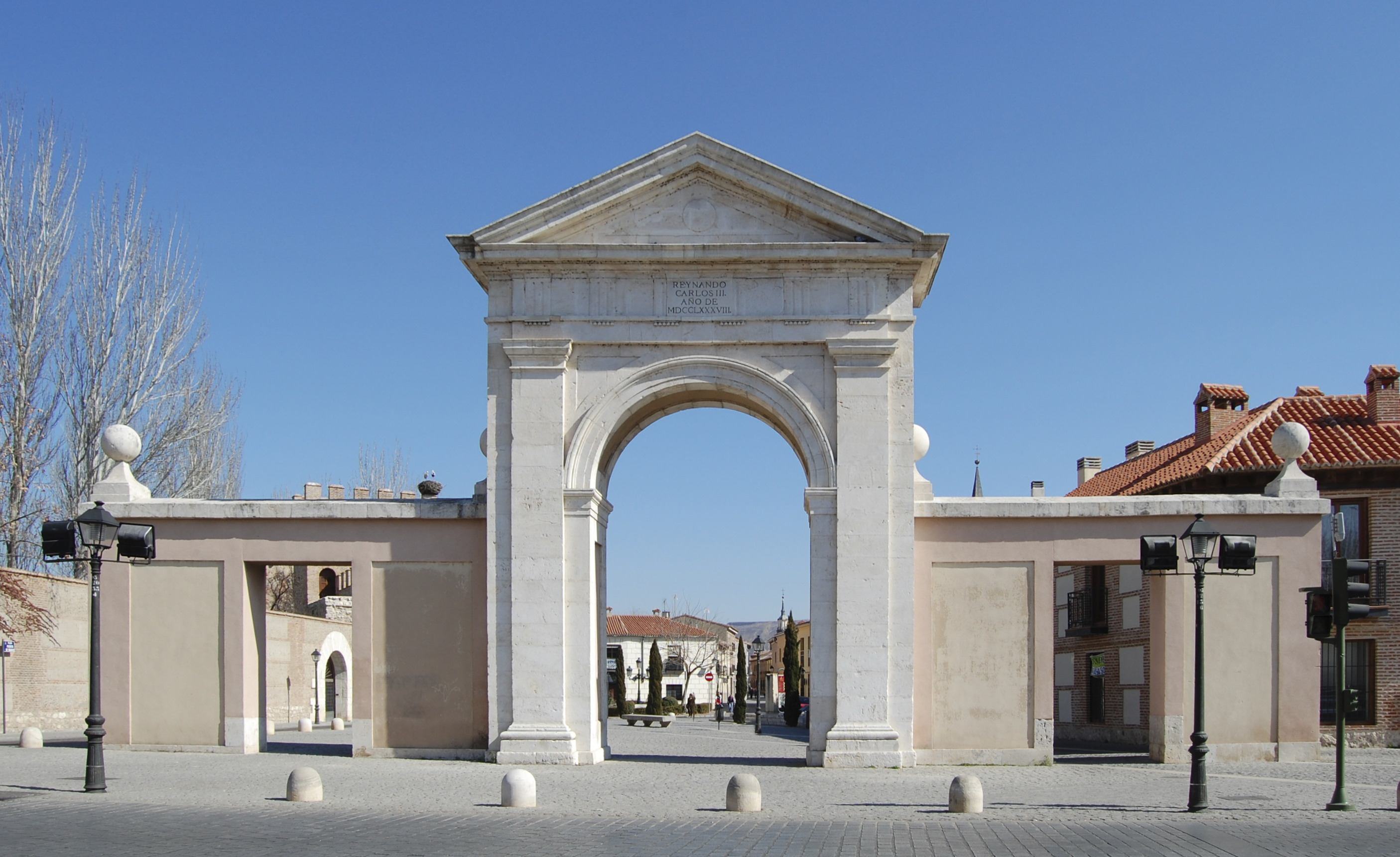
La Puerta de Madrid à Alcalá de Henares.

- La porte de Madrid est aujourd'hui une construction qui s'est substituée à la porte médiévale au XVIIIe siècle. Elle est édifiée en 1788 sur l'ordre de l'archevêque de Tolède et sous la direction de l'architecte Antonio Juana Jordán. Elle se situe près de la Place de los Santos Niños, qui est une place très visitée et où se situe aussi la cathédrale de la ville. Comme anecdote, il est possible de mentionner que le monument apparaît dans le film Spartacus de Stanley Kubrick, tout comme la ville fortifiée et tout l'environnement de la rue Andrés Saborit.
- Le château d'Alcalá la Vieja est une forteresse médiévale, d'origine arabe, dont les premières références apparaissent à partir du Xe siècle. De l'ancienne fortification, il ne reste seulement aujourd'hui qu'une tour de défense, récemment restaurée, et d'autres vestiges de quelques tours, qui sont en ruines. Le château se dresse sur un promontoire argileux, près de la colline connue sous le nom de Ecce Homo (836 m) et qui surplombe la vallée où coule la rivière Henares. Aux alentours se trouve l'ermitage Nuestra Señora del Val.
- La maison d'Hippolytus et le site archéologique de Complutum sont des sites de l'ancienne ville romaine d'Alcalá de Henares qui était à l'époque une cité importante, autour de laquelle ont été construites des villas somptueuses dont aujourd'hui quelques vestiges sont encore conservés, comme la maison d'Hippolytus. Cette villa est considérée comme un exemple des bâtiments romains construits à Complutum, c'est-à-dire qui montre la structure d'une maison avec diverses dépendances disposées autour d'une cour centrale dont nous avons conservé les mosaïques originales qui la décoraient.
- La villa romaine de El Val.
- L'ermitage San Isidro.
- La porte de Burgos, l'arc de San Bernardo et la muraille qui datent du XIIIe siècle.
- Les archives générales de l'administration[91] qui sont les archives d'état, les troisièmes les plus importantes au monde[92].

Une association de défense du patrimoine historique a élaboré une liste rouge du patrimoine d'Alcalá de Henares comprenant soixante-huit joyaux architecturaux qui sont en danger par leur état de conservation : que ce soit dans l'architecture civile, religieuse ou militaire, dans le domaine agricole ou industriel, des moulins, des ponts, des fontaines ou encore des ensembles urbains ou archéologiques.

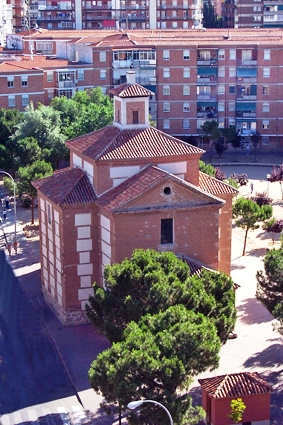
Ermitage San Isidro.
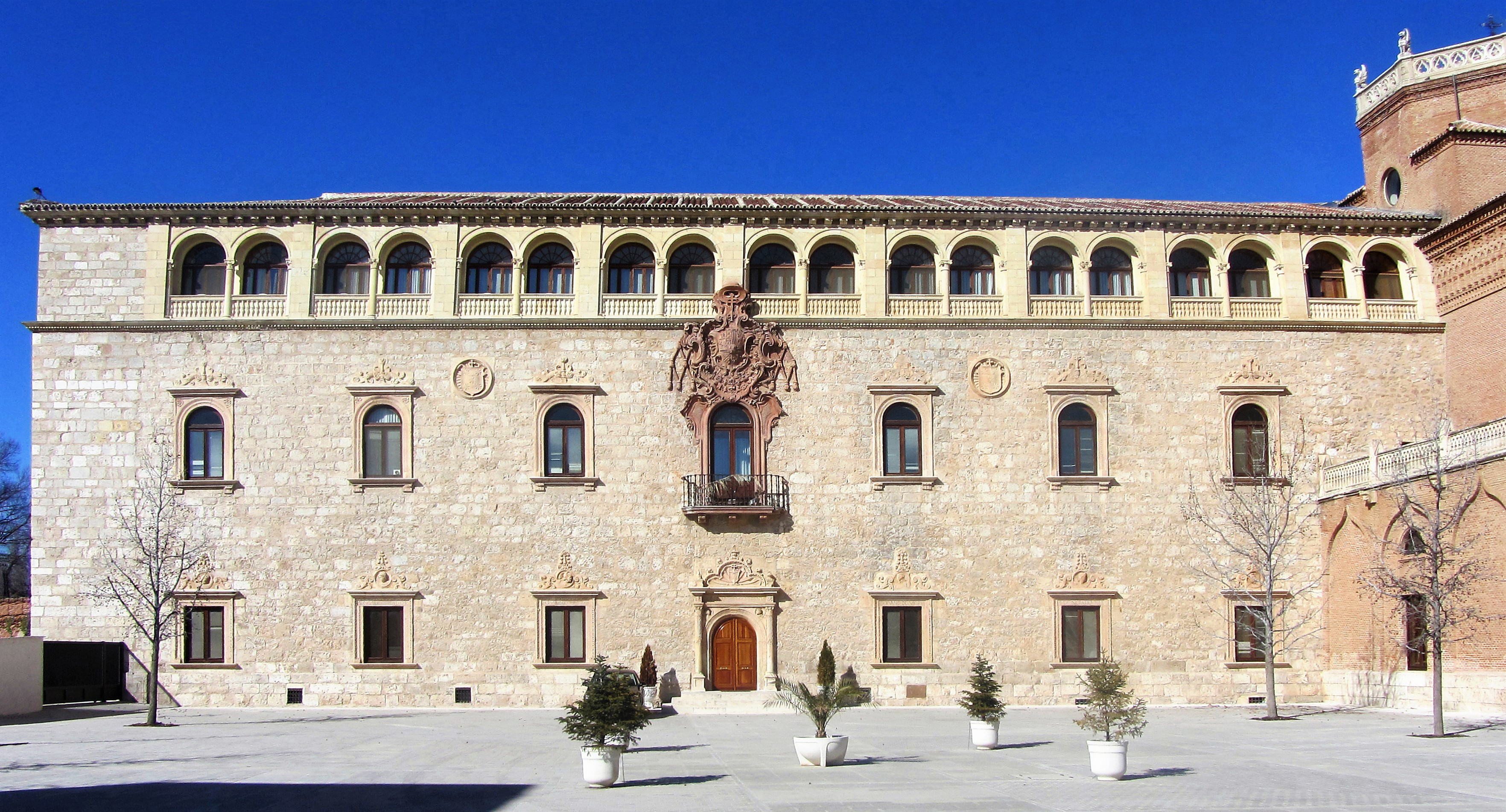
Façade principale du palais des archevêques.
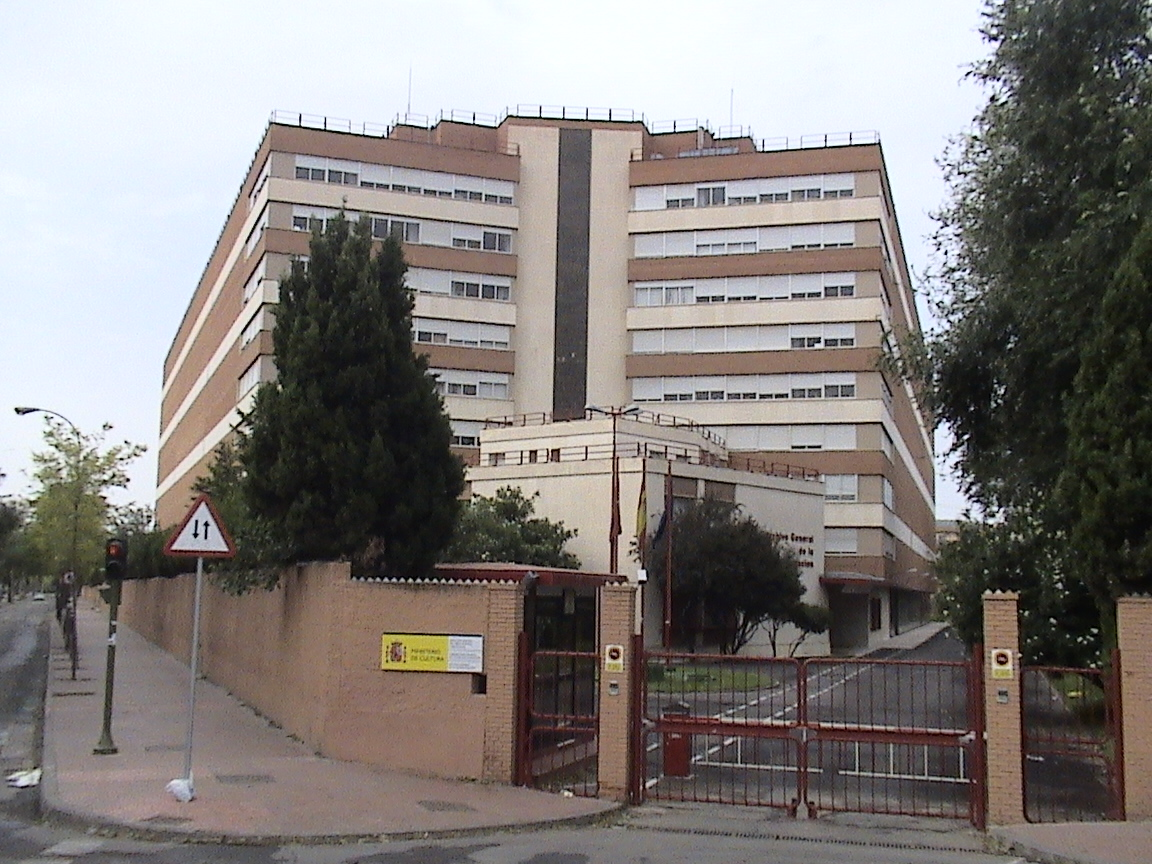
Bâtiment des archives générales de l'administration.
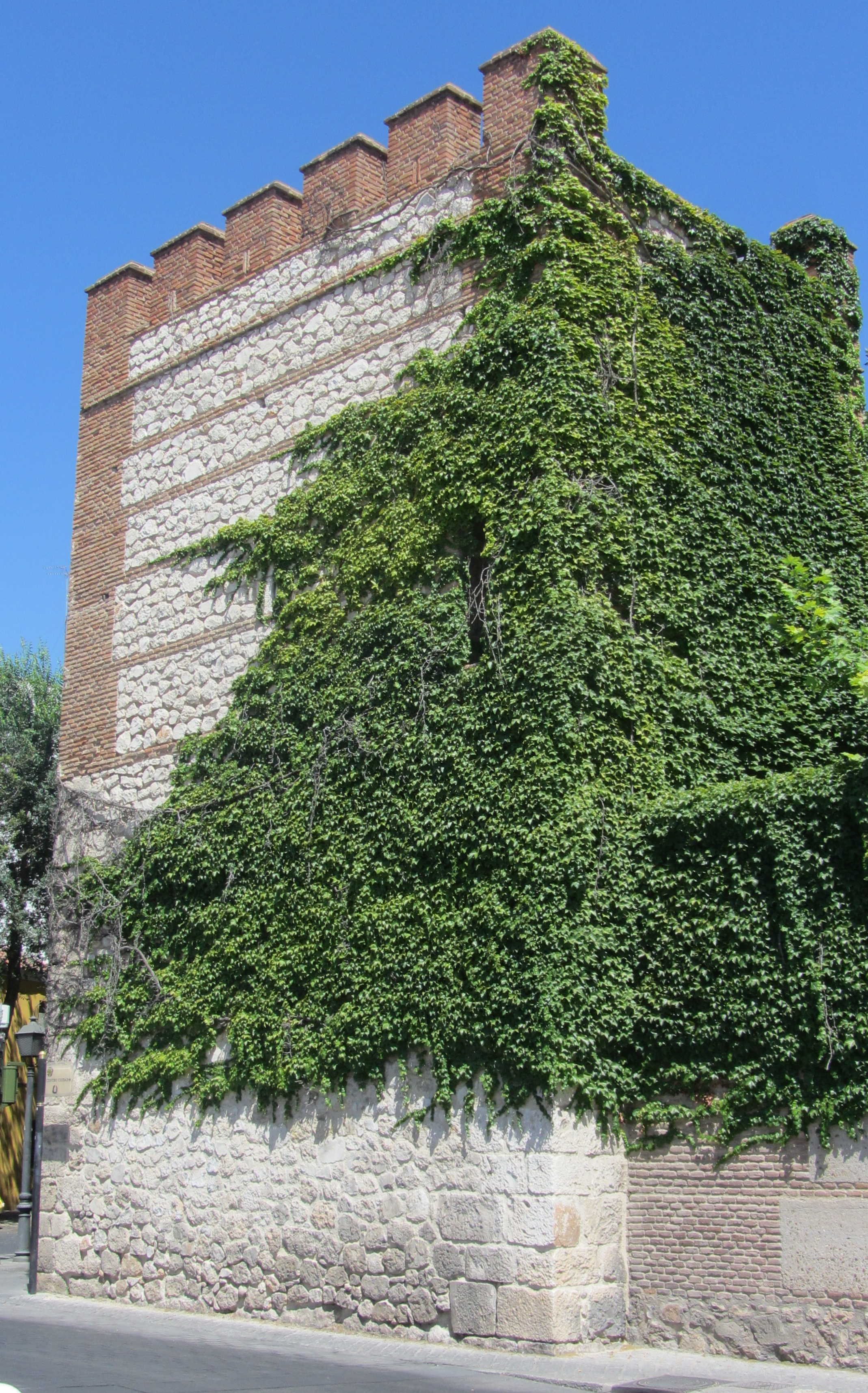
Une partie des murailles de la ville.

### Patrimoine naturel

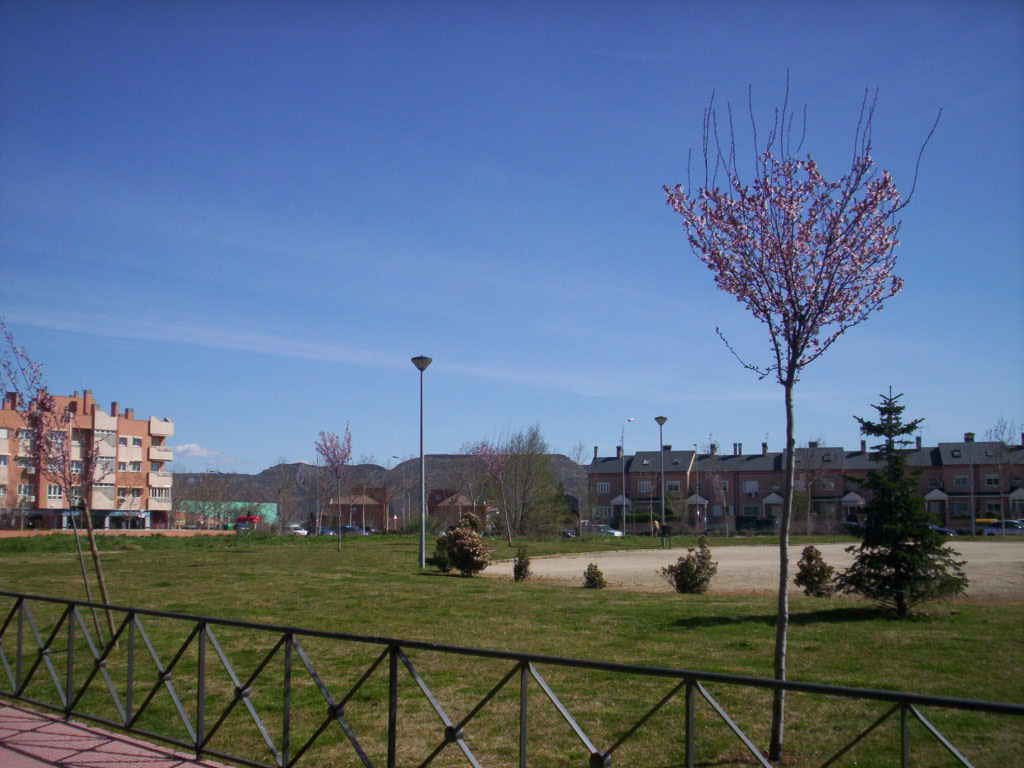
Cerros d'Alcalá depuis le parc des jésuites à Alcalá de Henares.

- Le jardin botanique royal Juan Carlos I qui est un jardin botanique en développement comprenant actuellement une étendue de 44 hectares, sur une surface prévue de 350 hectares. Le projet a pris forme grâce à la collaboration de l'université d'Alcalá de Henares et à la communauté de Madrid. Ce projet fait partie de l'Association Ibéro-Macaronésienne des Jardins Botaniques et du Botanic Gardens Conservation International, qui présentent des travaux pour l'Agenda International pour la Conservation dans les Jardins Botaniques. Son code d'identification internationale est ALCA.
- Les cerros d'Alcalá qui se situent sur la rive sud de l'Henares[93],[94],[95].
- Le parc O'Donnell, est un parc municipal fondé en 1988 qui inclut une zone de loisirs pour les enfants, une piscine publique, un étang et un jardin de roses.

### Musées

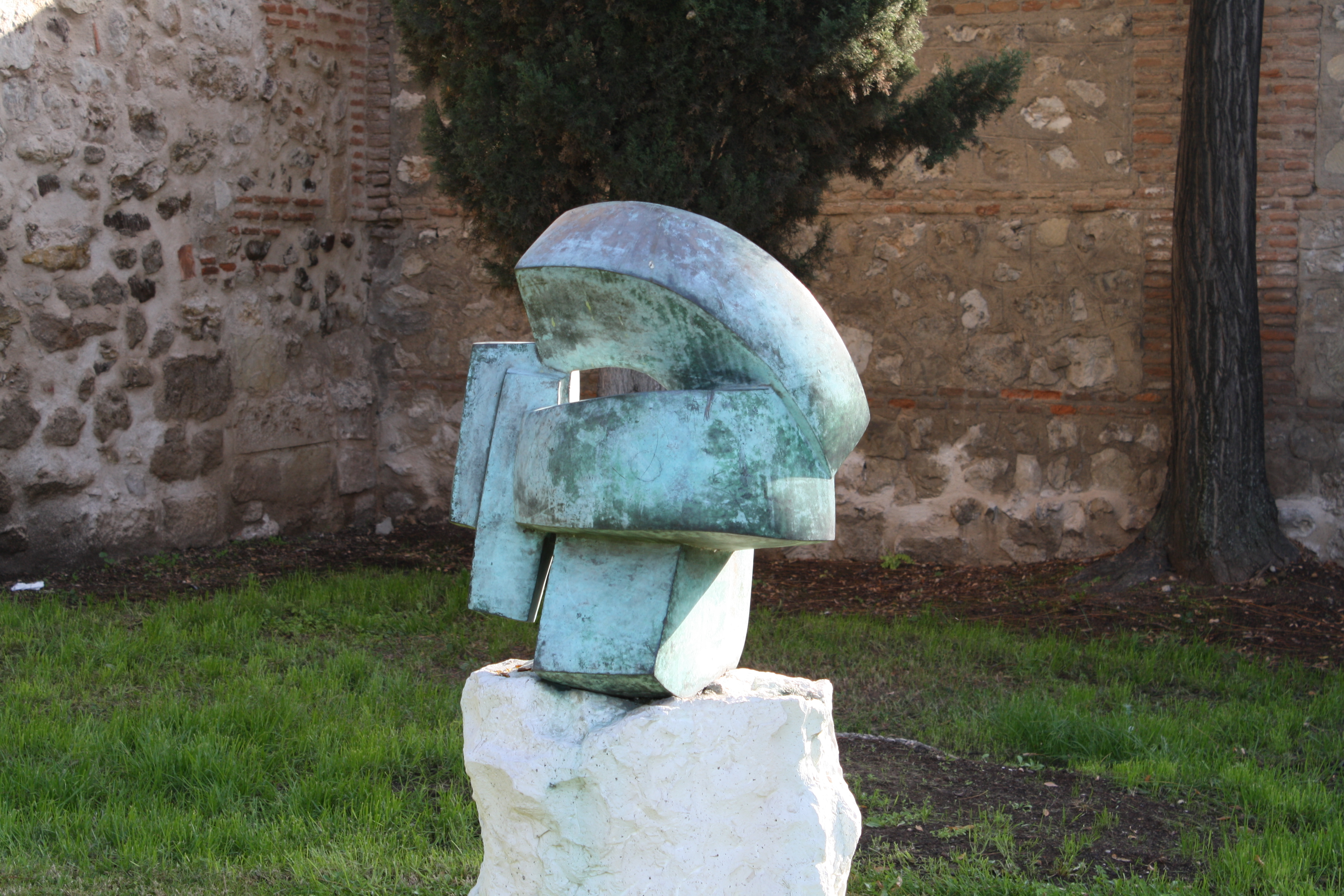
Une des œuvres de Francisco Barón, exposée au musée de la sculpture en plein air.

- La maison natale de Cervantes est une reconstitution de la propriété où l'écrivain Miguel de Cervantes est né. Elle est située dans le Calle Mayor. Le bâtiment et son intérieur évoquent les canons de la maison traditionnelle de Castille et Tolède.
- Le musée archéologique régional de la communauté de Madrid qui servit auparavant de couvent et de tribunal. Dès 1999, la communauté de Madrid décide d'installer le musée à Alcalá de Henares, vu son importance historique et la richesse artistique et culturelle de la ville.
- Le musée de la sculpture en plein air est un ensemble d’œuvres sculpturales exposées dans la rue. Le musée est inauguré en 1993 autour de deux lieux : le premier est dans les environs de la muraille et de la Puerta de Madrid, et le deuxième se situe vers la Vía Complutense. Il est considéré comme le plus long de sa catégorie en Europe avec près de deux kilomètres de longueur. Le musée dispose de statues intéressantes et importantes comme celles d'artistes comme Amadeo Gabino ou José Lamiel.
- Le musée cistercien qui se situe dans le monastère de San Bernardo, sur la place de las Bernardas, contient des œuvres importantes qui ont été sauvées de l'incendie du palais archiépiscopal. Le musée comprend sept salles qui montrent le patrimoine important du lieu, comme le fauteuil doré de l'évêque de Tolède, Bernardo de Sandoval y Rojas, un coffre en argent envoyé par Philippe II pour son père ou un fac-similé de la bible polyglotte d'Alcalá commandé par Cisneros. À côté de ces œuvres, le musée dispose en plus de beaux retables polychromes baroques, de tissus de grandes dimensions, de manuscrits, de documents et de meubles de l'époque. Le lieu montre aussi la reconstitution des obsèques au XVIIe siècle, des cuisines et des cellules à cette époque.

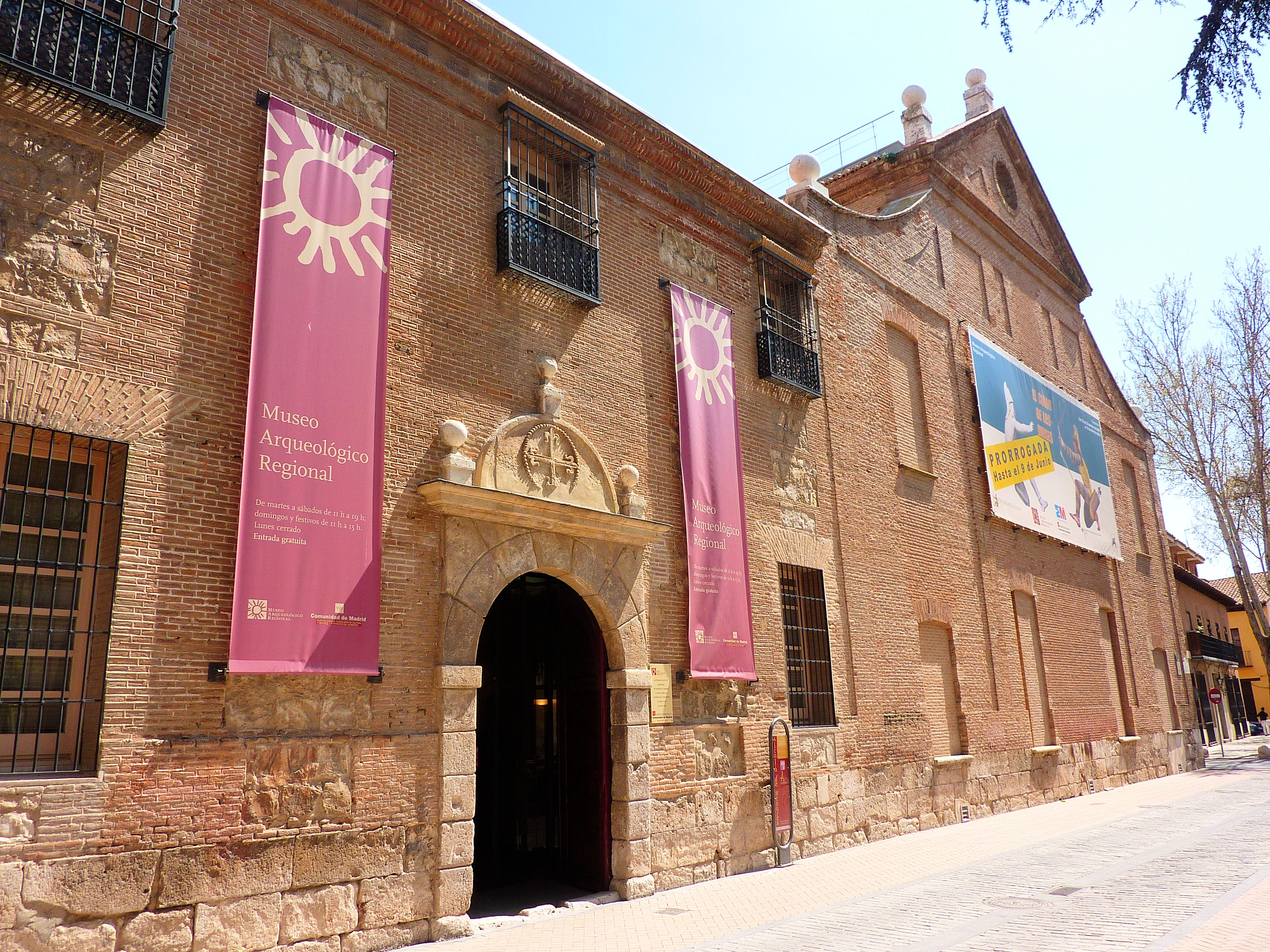
Façade du musée archéologique régional de la communauté de Madrid.

- Le musée de Cisneros est basé au palais Laredo, un bâtiment gothique-mudéjar de 1884, situé sur la promenade de la Estación. Pour son architecture originale et sa richesse dans la décoration, il est enregistré au monument historique de la culture espagnole. Aujourd'hui, il appartient à la mairie d'Alcalá de Henares, et c'est le siège du musée de Cisneros et du centre cisnéronien de Recherche. Le musée conserve une collection de documents de l'ancienne université, dont une édition originale de la Bible polyglotte d'Alcalá et de la Bible polyglotte d'Anvers[96].
- Le musée d'art contemporain José Caballero.
- Le musée diocésain de la Cathédrale-Magistrale où repose Alfonso Carrillo de Acuña, et où est exposé le trésor (objets d’orfèvrerie religieuse, peintures, arts et vêtements liturgiques) et une section monographique dédiée aux saints Just et Pasteur[97].
- Le musée d'art sacré San Felipe Neri.
- Le musée de l'église San Juan de la Penitencia.
- Le musée du vin ou ampélographique de Madrid[98].
- Le musée de parfumerie GAL[99].
- Le musée national de motocyclette (en projet).

### Salles d'exposition

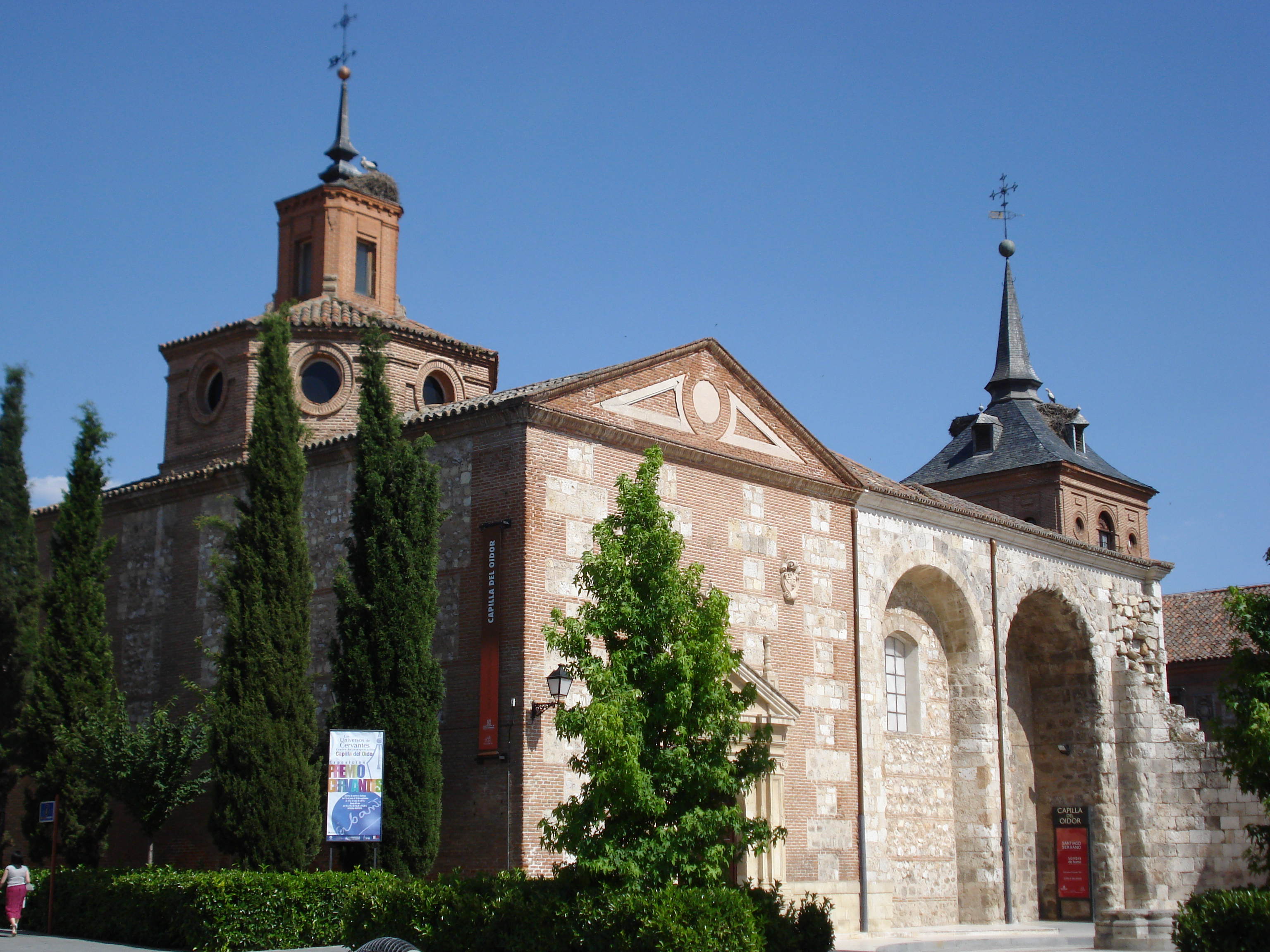
La chapelle de l'Oidor à Alcalá de Henares.

- L'ancien hôpital Santa María la Rica.

- La chapelle de l'Oidor[100].

- La maison de l'Entrevista[101].

- L'Institut Cervantes[102].

- La salle Manolo Revilla[103].

### Théâtres
- La cour de comédies d'Alcalá de Henares[104].

- La salle Margarita Xirgu.

- Le théâtre La Galera.

- Le théâtre Salón Cervantes.

- Le théâtre universitaire Lope de Vega[105].

Plusieurs compagnies de théâtre ont leur siège à Alcalá de Henares :
- La Teatro Independiente Alcalaíno (TIA), fondée en 1979[106].
- La Légolas Colectivo Escénico d'Alcalá de Henares, fondée en 1991[107].

### Musique

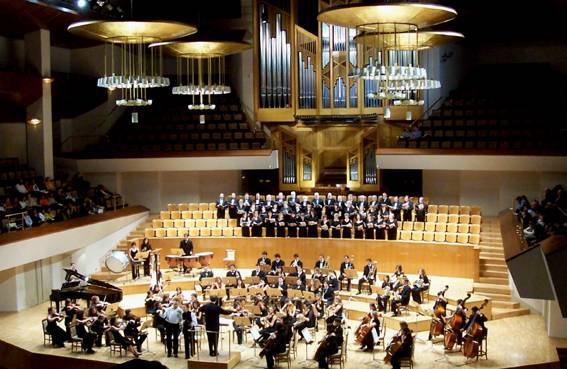
La société lyrique Complutense jouant à Madrid.

Parmi les associations culturelles de la ville :
- sept sont des groupes de musique classique :
  - la bande Sinfónica Complutense qui a été fondée en 1999[108].
  - la chorale Alcalaína « Pueblos de España ».
  - la chorale Polifónica Complutense.
  - le Grupo Vocal Nuba fondé en 2003[109].
  - l'orchestre Ciudad de Alcalá fondé en 1996[110].
  - la Schola Cantorum d'Alcalá de Henares fondée en 1974[111].
  - la société lyrique Complutense fondée en 1988[112].
- une est un groupe de musique et de danse traditionnelle :
  - le Colectivo de Cultura Tradicional « Pliego de Cordel » fondé en 2000[113].
- deux sont des Agrupaciones Musicales :
  - l'Agrupación Musical Jesús de Medinaceli de Alcalá de Henares fondée en 2000.
  - l'AMC La Columna de Alcalá de Henares fondée en 2009.

### Personnalités liées à la commune
Écrivains et intellectuels

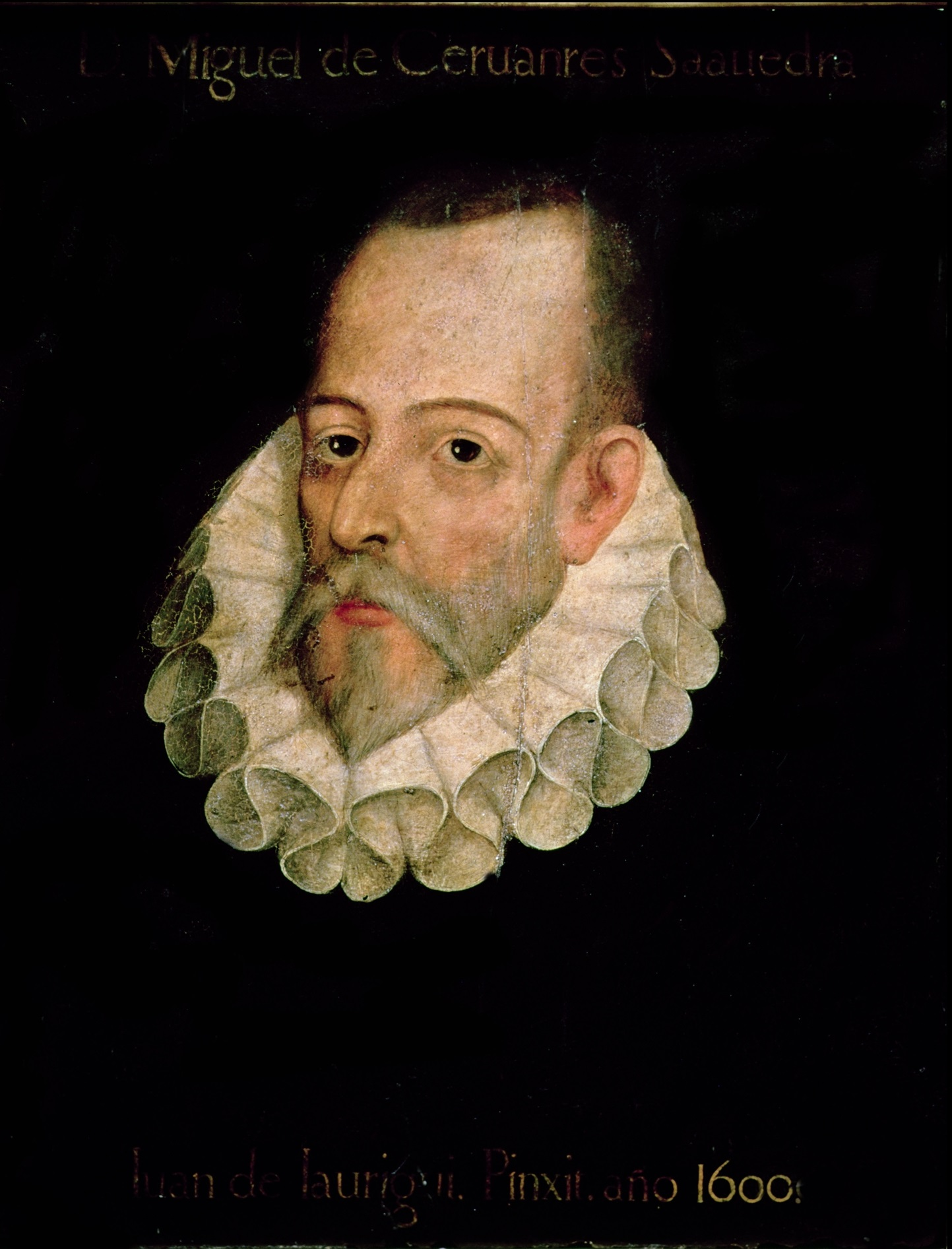
Huile sur toile représentant un portrait de Miguel de Cervantes y Saavedra vers 1600.

- Antonio de Solís y Ribadeneyra, écrivain et dramaturge.
- Diego López de Cogolludo, écrivain et historien.
- Francisco de Figueroa, poète.
- Juan Ruiz, appelé aussi archiprêtre de Hita.
- Miguel de Cervantes, écrivain.
- Miguel de Portilla y Esquivel, écrivain.
- María Isidra de Guzmán y de la Cerda

Familles royales
- Catherine d'Aragon, reine d'Angleterre, épouse d'Henri VIII.
- Ferdinand Ier du Saint-Empire, archiduc d'Autriche, roi de Hongrie et empereur du Saint-Empire romain germanique.

Hommes politiques
- Andrés Saborit, typographiste, journaliste et homme politique espagnol.
- Manuel Azaña, président de la Deuxième République espagnole.
- Rafael Henche de la Plata, homme politique espagnol.

Médecins
- Francisco Enríquez de Villacorta (1616-1680), médecin et professeur.

Architectes
- Pedro de Gumiel, architecte et peintre.

Peintres
- Xavier Gosé (1876-1915), artiste peintre et graveur.

Religieux
- Alonso de Espinosa, prêtre et historien.
- Pedro de Soto, théologien et prêtre dominicain.
- Diego d'Alcalá, saint, mort à Alcalá en 1463

Acteurs et chanteurs
- Álvaro Gango, chanteur du groupe pop espagnol Auryn.
- Antonio Albella, chanteur, acteur et ancien membre de Loco Mía.
- Daniel Diges, représentant de l'Espagne au Concours Eurovision de la chanson 2010.

Militaires
- Rosario Sánchez Mora, militaire républicaine de la Guerre d'Espagne, s'est mariée dans la commune le 12 septembre 1937 avec le sergent Francisco Burcet Luci.

Sportifs
- Demetrio Lozano, joueur de handball.
- Gabriel Moya, ancien joueur de football.
- Pedro Obiang, joueur de football.
- Rafael Guijosa, ancien joueur de handball.

## Annexe

#### Ouvrage
- (es) Jesús Cañete Ochoa et Fernando Fernández Lanza, La Ciudad Del Saber, 500 Años De La Universidad De Alcalá, Universidad de Alcalá de Henares, 2000 (ISBN 978-84-8138-371-3).
- (es) Antonio Pardo, Madrid y alrededores, Susaeta, 1990 (ISBN 8423922901).
- (es) Francisco de Paula Mellado, Guía del viajero en España, Madrid, Establecimiento Tipográfico, 1842, 1re éd..
- (es) Francisco de Paula Mellado, Guía del viagero en España, Madrid, Establecimiento Tipográfico, 1846, 3e éd. (1re éd. 1842).
- (es) Francisco de Paula Mellado, Guía del viagero en España, Madrid, Establecimiento Tipográfico, 1860, 6e éd. (1re éd. 1842).
- (es) M. J. Vázquez Madruga, María Isidra Quintina de Guzmán y la Cerda, la Doctora de Alcalá, Alcalá de Henares, Centro Asesor de la Mujer, 1999.
- (es) Pedro Corral, Si me quieres escribir: la batalla de Teruel, DeBolsillo, 2004.